# 武汉天河国际机场
武汉天河国际机场，位于湖北省武汉市黄陂区天河街道，距离武汉市区约二十余公里，机场飞行区等级为最高的4F级，能够起降波音747和空中客车A380等特大型飞机，是中国大陆最繁忙的民用机场之一。机场一期工程于1990年12月16日动工，1995年4月15日作为国家一级民用机场正式开航启用。
武汉天河国际机场被中国民用航空局定位为“全国重要的枢纽机场”，是其指定的华中地区综合枢纽机场和最大的飞机检修基地。天河机场对持有第三国签证和机票的54个国家的外国旅客开放240小时过境免签政策。中国邮政在天河机场设置的武汉航空邮件处理中心是中国邮政航空全国辅助中心。

## 历史

### 建设
1951年8月1日时，武汉市中心的纯民用机场仅有武汉南湖机场，而南湖机场受既有条件影响存在诸多问题，即使经历多次扩建，机场规模依旧不能满足民航发展需求，其1800长的跑道（18/36）只能起降波音737-200及以下体量客机，为当时省会城市民用机场中最短者。早在1958年武汉市便有意新建机场，但因种种原因一直未能实行:644。
1985年7月1日，中国国务院、中央军委批准修建新的武汉国际机场:177。因新机场位于武汉市汉口北郊黄陂天河镇（今黄陂区天河街道）东南约1公里处，得名“武汉天河机场”。1990年12月16日，天河机场正式动工兴建:大事记。1994年8月1日，由邓小平题写的“武汉机场”铜字安放在机场门口:大事记。9月27日，一期工程竣工。同年12月28日，一期工程通过国家正式验收，并于次日首航:大事记。

### 早期运营
1995年4月15日，天河机场作为国家一级民用机场正式开航启用，同日南湖机场关闭。1997年11月28日，天河机场脱离原中国民航湖北省管理局行政体制，实行独立运营。1998年5月18日，武汉天河机场股份有限公司正式成立，具有独立法人资格，同年7月17日开通至日本福冈的首条国际航线。

### 修建2号航站楼与新国际航站楼
2004年3月5日，北京首都国际机场股份有限公司接管天河机场股份有限公司51%的股权，湖北机场集团公司成立并开始管理天河机场。同年12月29日，机场二期工程开工。2008年4月15日，2号航站楼投入运行。2010年5月，3号航站楼开始建设。2010年12月，启用新国际航站楼。
2012年3月，原作为国际航站楼使用的1号航站楼登机桥被拆除，将104停机位改造成可停靠A380机型的大型停机位。2012年4月，新国际航站楼扩建完成，法航直飞巴黎航线开通。2014年7月30日，南航直飞莫斯科航线开通。2014年10月30日，海航采用波音787执飞北京武汉往返航线，这是“梦想客机”首次到汉执飞商业航班。2014年12月16日，南航直飞旧金山航线开通，采用“梦想客机”波音787-8执飞。

### 修建第二跑道与3号航站楼
2015年6月19日，湖北省人民政府和武汉市人民政府出资从首都机场集团公司整体回购湖北机场集团公司，天河机场由新的湖北机场集团有限公司管理经营。
2016年8月18日，第二跑道建成启用。2017年8月31日，3号航站楼投入运行。2017年11月，天河机场正式晋级为中部首家4F级机场。
2020年1月23日，2019冠状病毒病疫情在武汉爆发，政府为遏制疫情扩散，宣布自1月23日10时起关闭天河机场离汉通道，往返武汉的商业航班运营随即暂停，但封城期间航班起降其实并未停止，多省市和解放军援鄂医疗队乘坐包机抵达武汉，也有港澳台居民和外国公民乘坐包机离开武汉。4月8日，随着武汉解除离汉离鄂通道管控，天河机场恢复运营，但国际航班和北京往返航班未立即恢复，直到6月9日才恢复往返北京航班，9月16日起开始恢复国际航班。
2023年1月7日晚，因应中国政府调整疫情防控政策，天河机场拆除原疫情防控政策要求的各类标识和隔离硬件设施，恢复疫情前原入境旅客免隔离、免核酸检测的到达流程。1月8日15时36分，从香港飞抵的南航CZ3076航班降落在天河机场，成为COVID-19“乙类乙管”后武汉空港口岸迎来的首个入境航班。
2024年4月15日，2号航站楼恢复启用。2024年10月11日，与鄂州花湖机场建立出口跨境电商货物联运中转机制，跨境电商货物于天河机场国际快件监管中心完成海关查验、航空安检、货物组板等环节后，从天河机场国际货站“两场一站”专用接驳口运送至鄂州花湖机场公共国际货站后直接装机起飞，实现联检信息、安检信息、货站信息互认，大幅提升了跨境电商货物转运效率。

### 修建第三跑道
2025年1月23日，第三跑道建成启用，与第二跑道采取“一起一降”的运行模式，启用后首个起飞航班为中国东方航空一架C919客机。

## 机场设施

### 跑道
- 第一跑道：1994年建成，长3400米、宽45米，位于3号航站楼西侧；
- 第二跑道：2016年建成，长3600米、宽60米，位于3号航站楼东侧，与第一跑道间距2100米[48][49]；
- 第三跑道：2024年建成，长3200米、宽45米，位于第二跑道东侧，与第二跑道间距360米[50][51][52]。

### 航站楼

#### 1号航站楼（T1）
天河机场最初的1号航站楼（俗称“老T1”）于1995年投用，建成初期主要运营国内航班。2号航站楼于2004年启用后，1号航站楼改为用于国际和地区航班的起降服务，由于规模较小，作为国际航班专用期间只能同时满足一架波音777等级的飞机停放。随着天河机场越来越多国际及地区航线的开通，1号航站楼已经无法容纳更多国际航班。
2009年4月，位于2号航站楼停机坪与北三路之间的过渡性国际航站楼（也称“新T1”）完成设计及可行性研究报告，同年6月开建，2010年12月28日建成投用。新T1建筑高度14.5米，建筑面积约5300平方米，航站楼外形和风格与2号航站楼相仿，银灰色主基调，采用玻璃通透幕墙，配备商业、餐饮、行李房、停车场等，共投资9500余万元，设计使用年限50年。新T1竣工并投入使用后，老T1国际航站楼即停止使用，2010年底时机场管理方宣布老T1承担的航空服务功能将会被过渡性国际候机楼取代，暂时“退役”，最终将被改建为办公楼。
2012年2月6日，为了应对持续增长的国际客流需求，1号航站楼开始第一次扩建，在原来5300平方米基础上再增加4300平方米，并于同年4月9日投入使用。扩建后可同时停放一大两小三架飞机，或同时停放两架大型飞机。然而，天河国际机场国际航线不断增多，国际客流继续快速增长。2014年12月，国际航站楼二期扩建工程可行性研究报告日前获省发改委批复，将扩建国际航站楼建筑面积5200平方米，停车场及道路面积3722平方米，扩建后总面积将达到1.46万平方米，满足国际旅客吞吐量200万人次/年，总投资6467万元。2016年1月27日，新一轮扩建完成，T1候机区面积增加约2200平方米，值机区面积增加700平方米，并增设值机柜台8组，出港边检通道1条，安检通道1条。2017年8月31日，随着3号航站楼投入使用，1号与2号航站楼均暂时关闭，所有国际线的到发已转场到3号航站楼，机场管理方宣布1号航站楼将会改建成公务/包机航站楼。
2019年9月24日，1号航站楼改造工程完工，在第七届世界军人运动会期间曾作为军运会的专机楼。军运会结束后，改建成为商务公务专机楼和机场运控中心（AOC）。

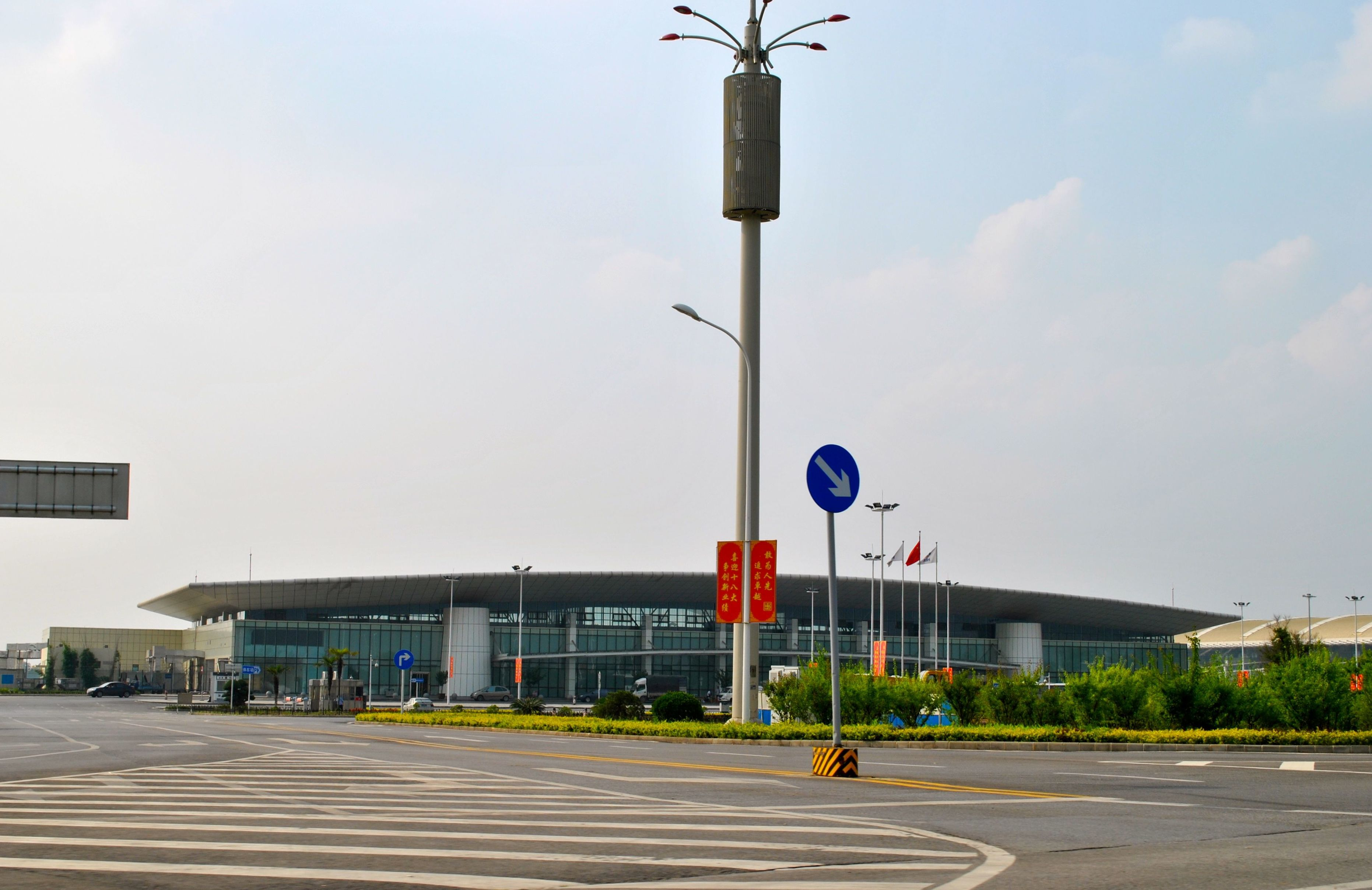
承运国际航线期间的1号航站楼
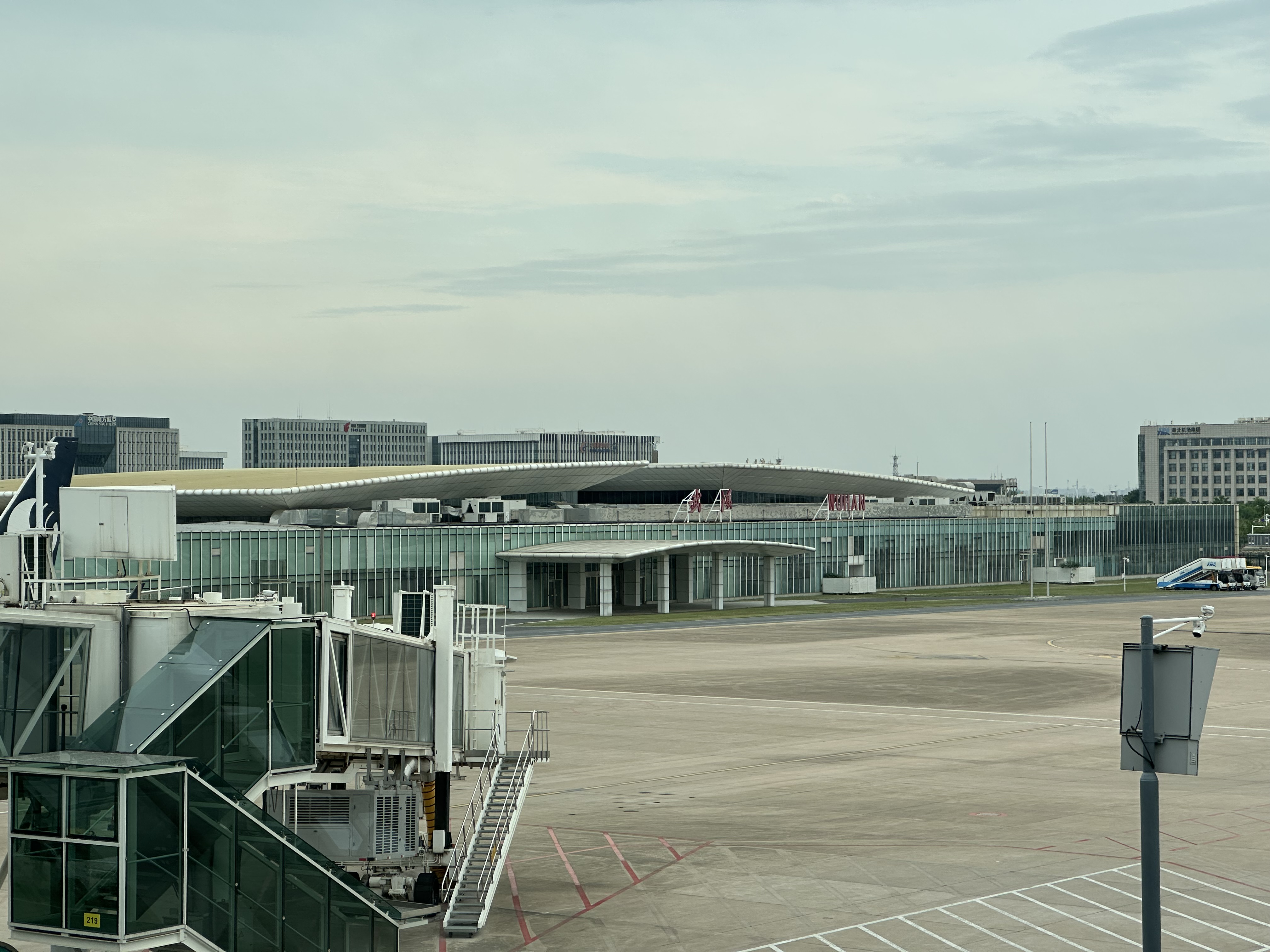
作为商务公务专机楼的1号航站楼（摄于2025年）

#### 2号航站楼（T2）
2号航站楼于2004年12月底开工，2008年4月15日投入运行。T2占地23万平方米，由一个主楼（值机/行李提取大厅）和两个指廊（登机口）呈“U”型组合布置。主楼地上三层、地下一层，为设备间和停车场；地上两层中，进出港分流，一层为到达层，二层为出发层，设有24个停机位，26条旅客安检通道。2004年底2号航站楼开工建设时，虽然1号航站楼容量已经饱和，但天河国际机场年旅客吞吐量仅有400余万人次，2号航站楼设计1300万人次的吞吐能力计划要到2020年才可达到这个目标。然而，2005年以后，武汉民航迅速发展，到2008年2号航站楼建成时，旅客吞吐量已达到860万人次，由于2号航站楼设计吞吐能力仅为全年1300万人次，到2013年已经处于满载状态。到2016年时，天河国际机场每天进出港500多个航班，全年旅客发送量达2077.2万人次，2号航站楼严重超载，不仅航班经常延误，而且由于航班容量明显不足无法开设新的航线。2017年8月31日，随着3号航站楼投用，2号航站楼所有国内线的到发已转场到3号航站楼，T2随即封闭等待改建。3号航站楼建设时已建成与2号航站楼的连接通道，旅客在3号航站楼行走时，可见“通往2号航站楼”的指示牌。
2021年10月18日，2号航站楼改造工程开工，项目包含2号航站楼改造工程、航站楼室外工程、机坪改造工程、陆侧道路交通改造工程，2023年6月整体精装完工，同年9月完成行业验收，2024年4月15日投入使用。改造后的2号航站楼为两层半式国内旅客航站楼，采用出发到达分流模式，建筑面积15.84万平方米，设计容量为1500万人次/年。航站楼设计保留现有商业夹层，新增安检区和安检后夹层商业区及地下一层餐厅区，配置自助值机、自助行李托运、自助安检验证、自助登机等一站式自助设备，楼内自助化率超过80%。
2024年4月15日，2号航站楼恢复启用，仅服务除南航、东航、国航以外的国内航线，与3号航站楼通过连廊和摆渡车相连。2号航站楼的A、B指廊末端各有一个室内观景台，设有橙色的6层景观台阶、台阶背后设有以英文字母设计为隔断的卡座，单个观景台可容纳100人观景。

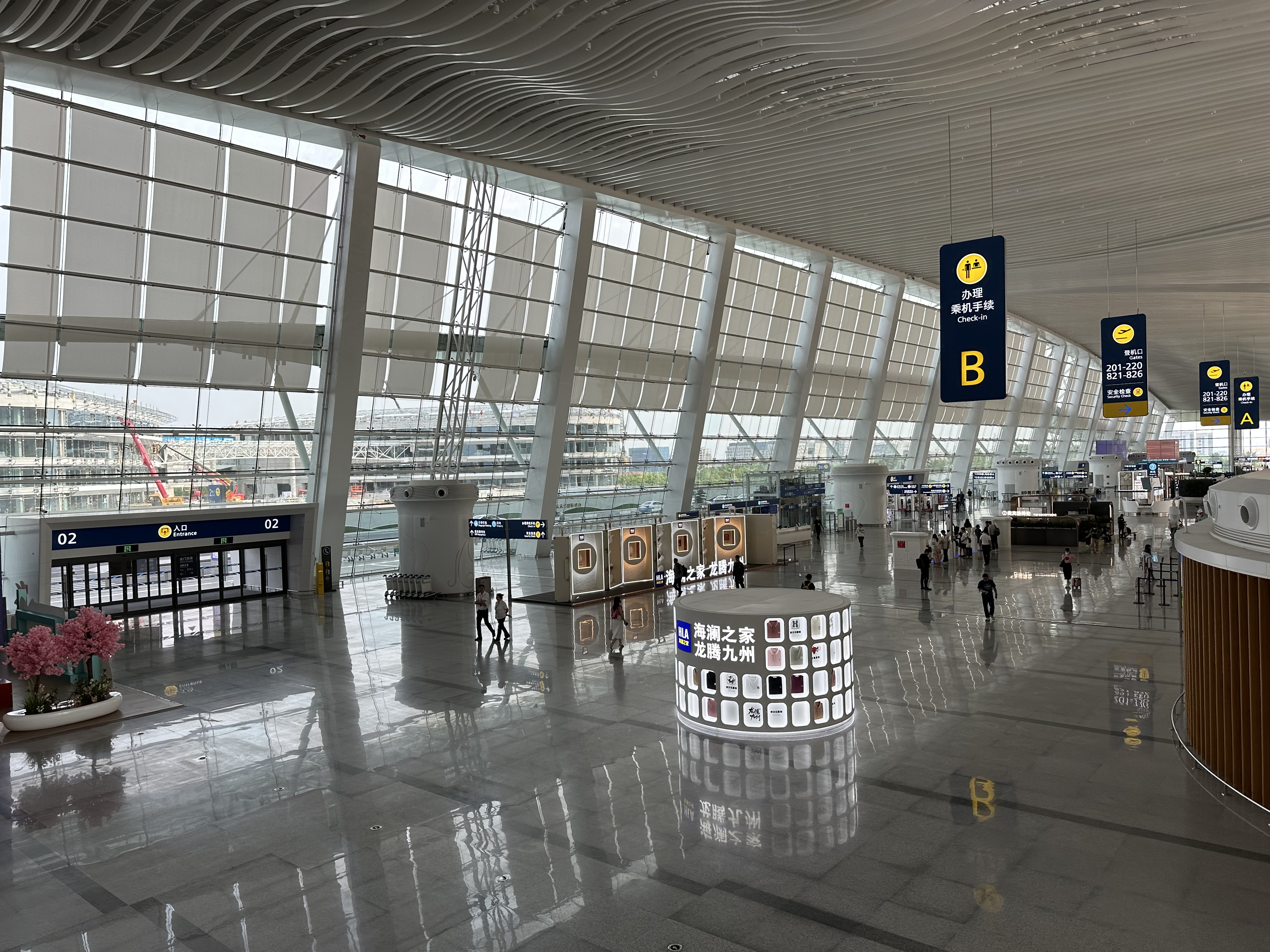
值机大堂
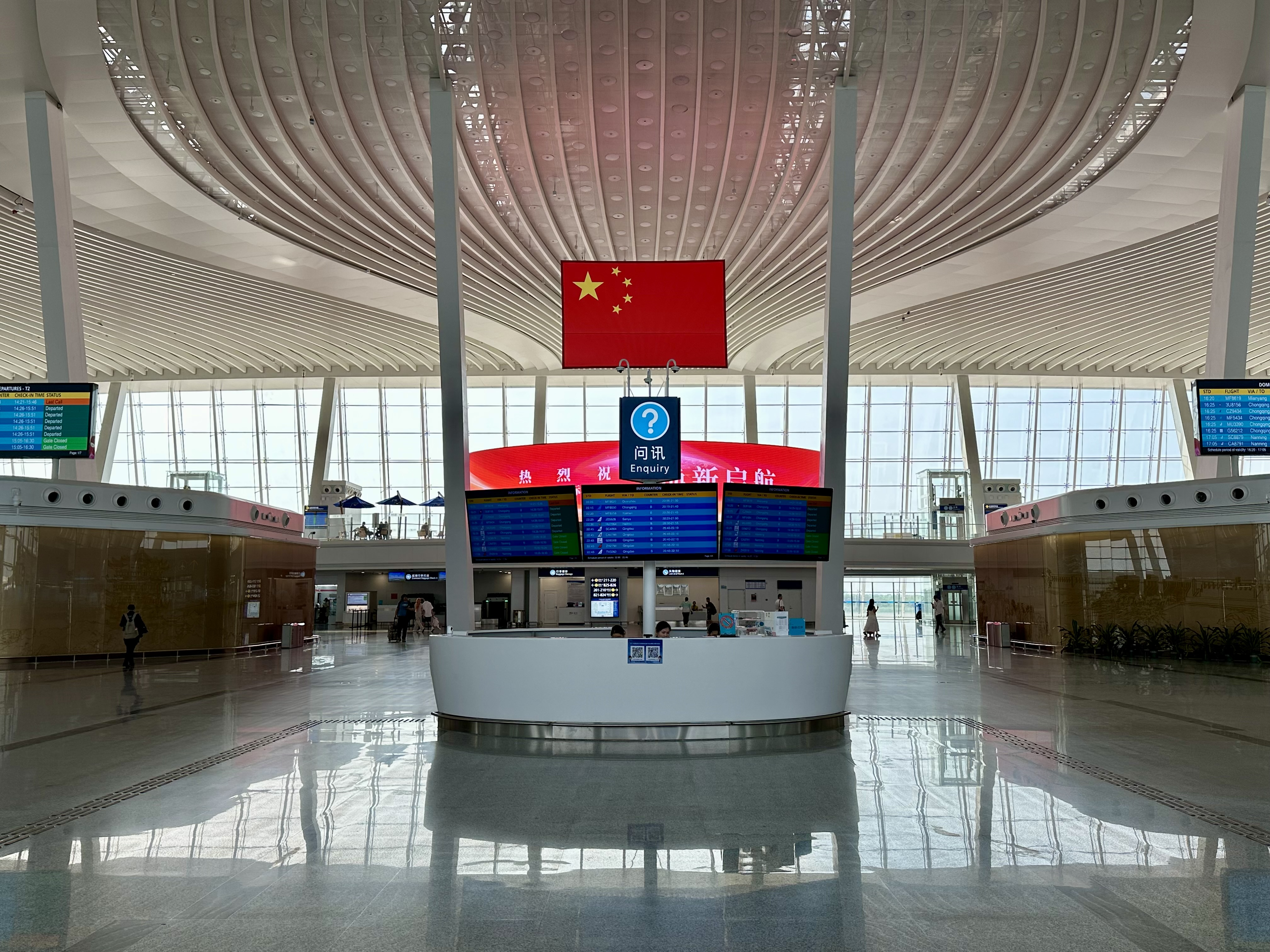
问讯台，出发大堂正中悬挂着一面中华人民共和国国旗
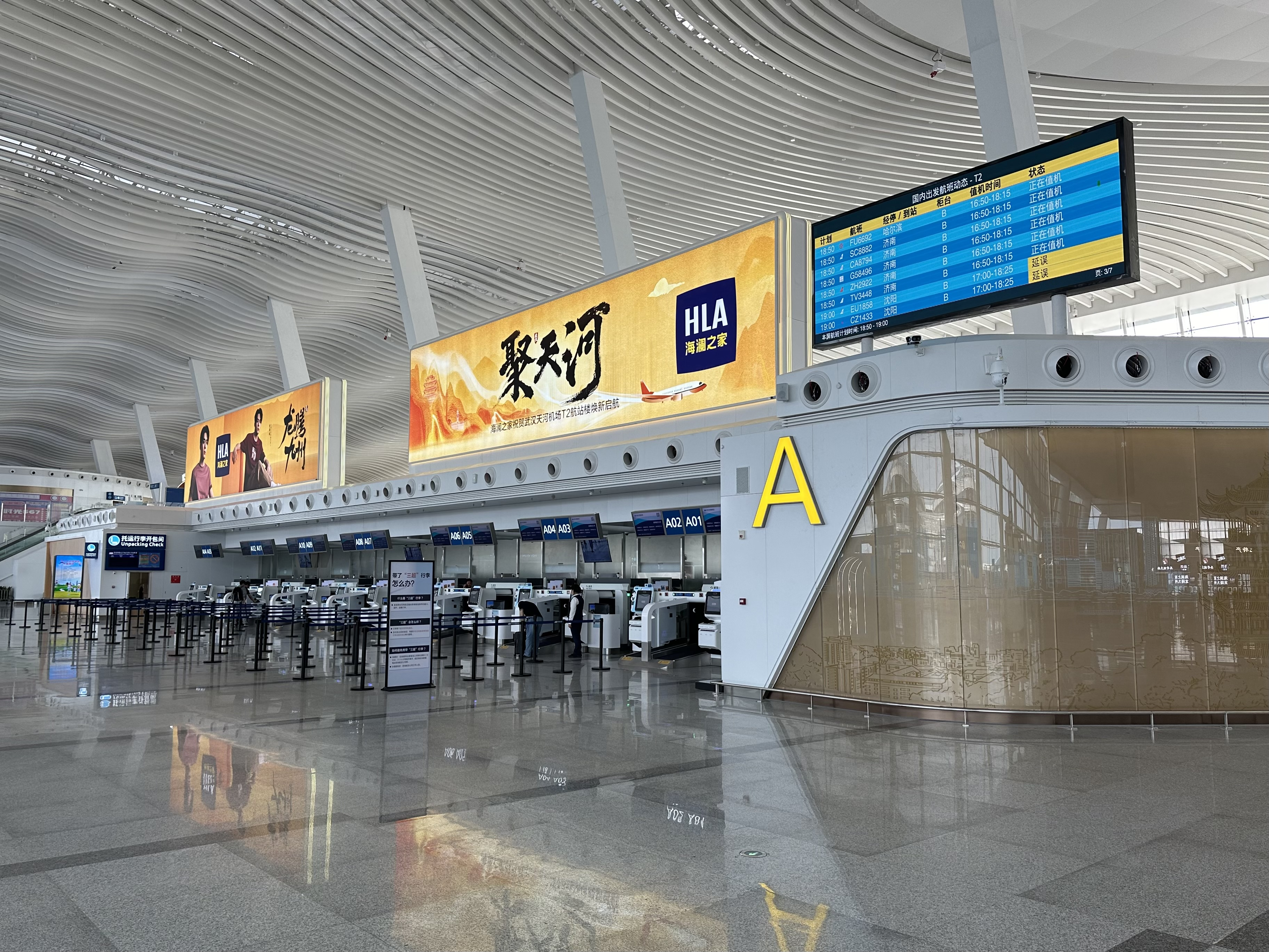
A区值机柜台
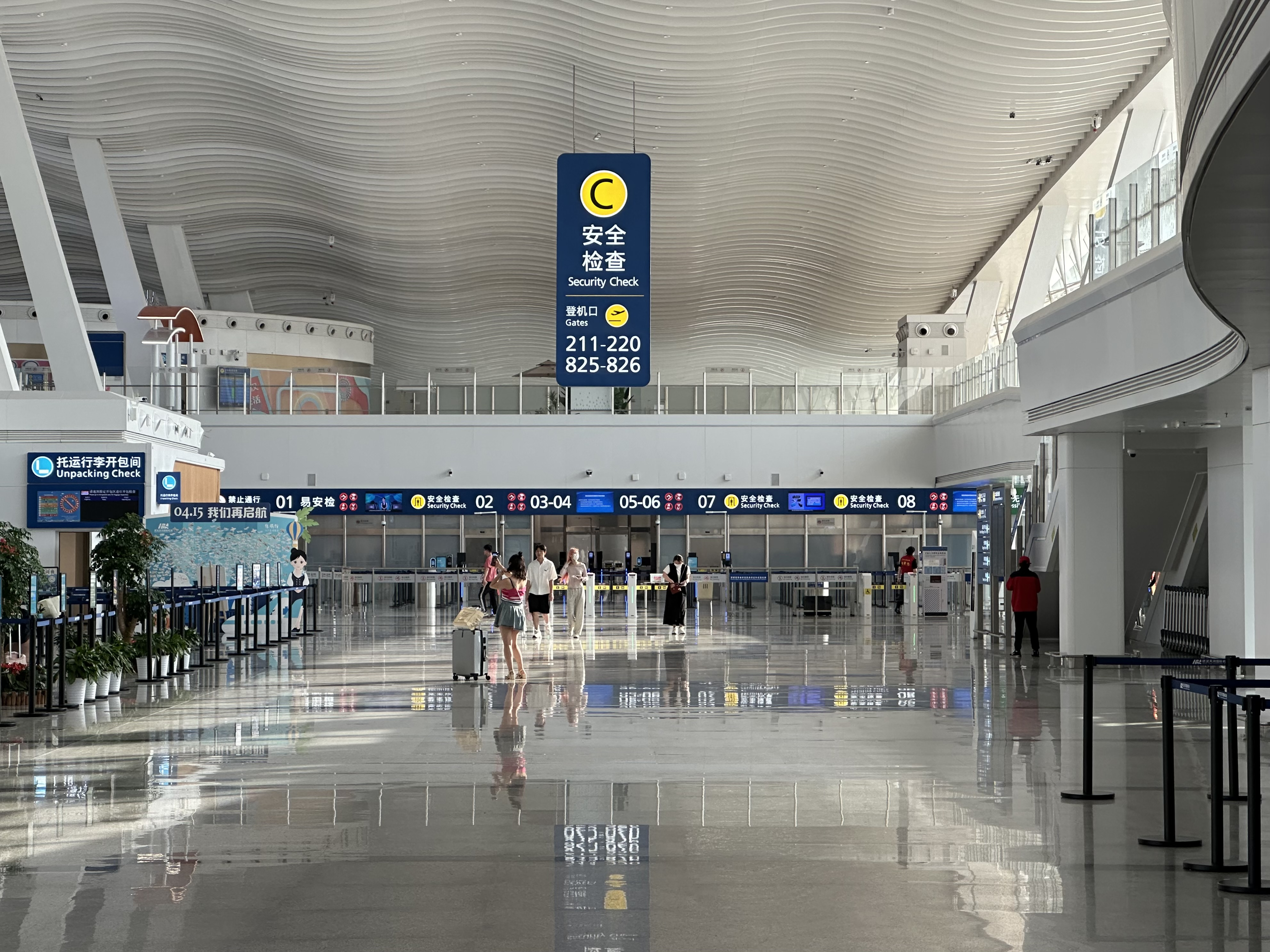
C区安全检查入口
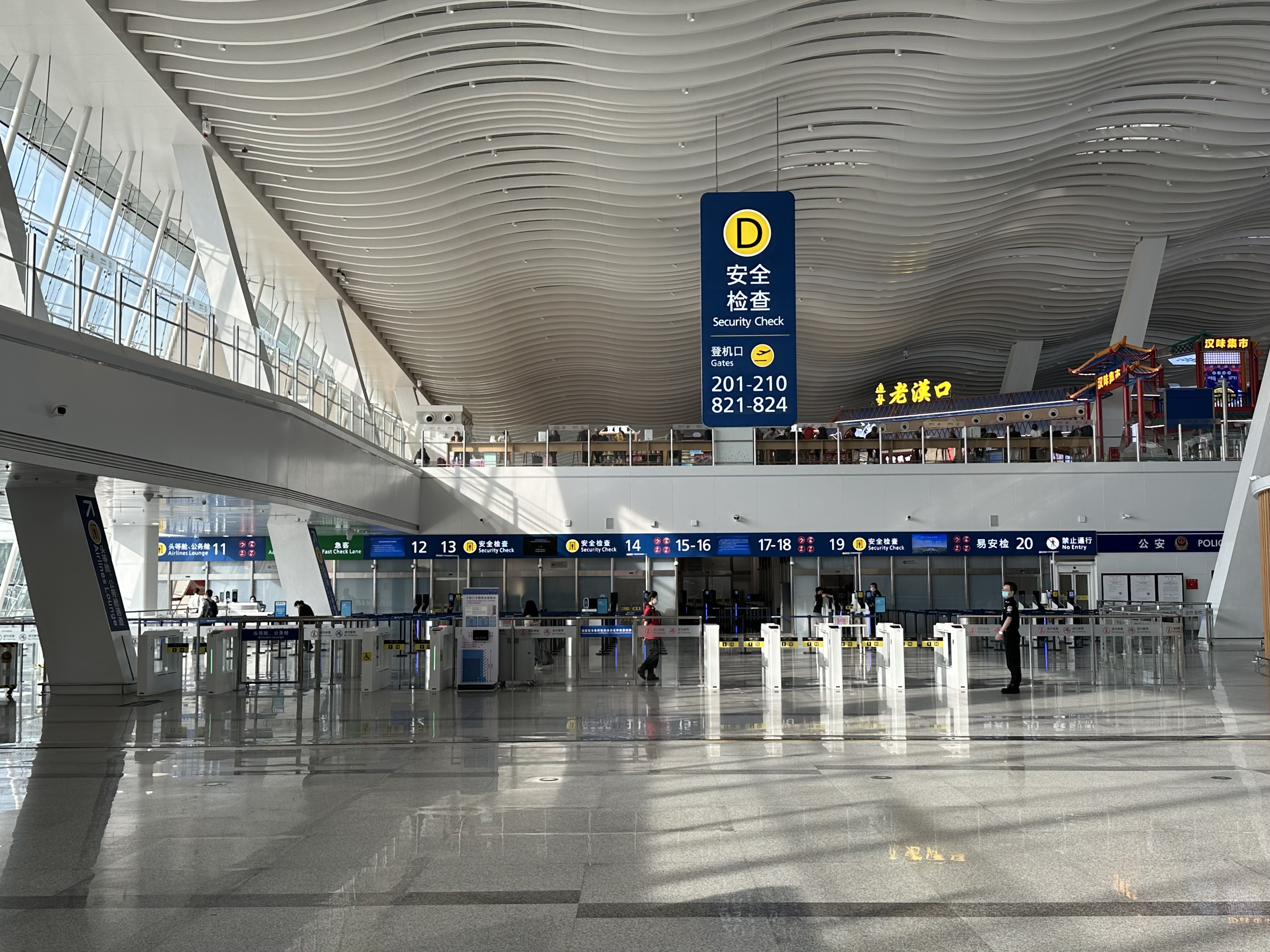
D区安全检查入口
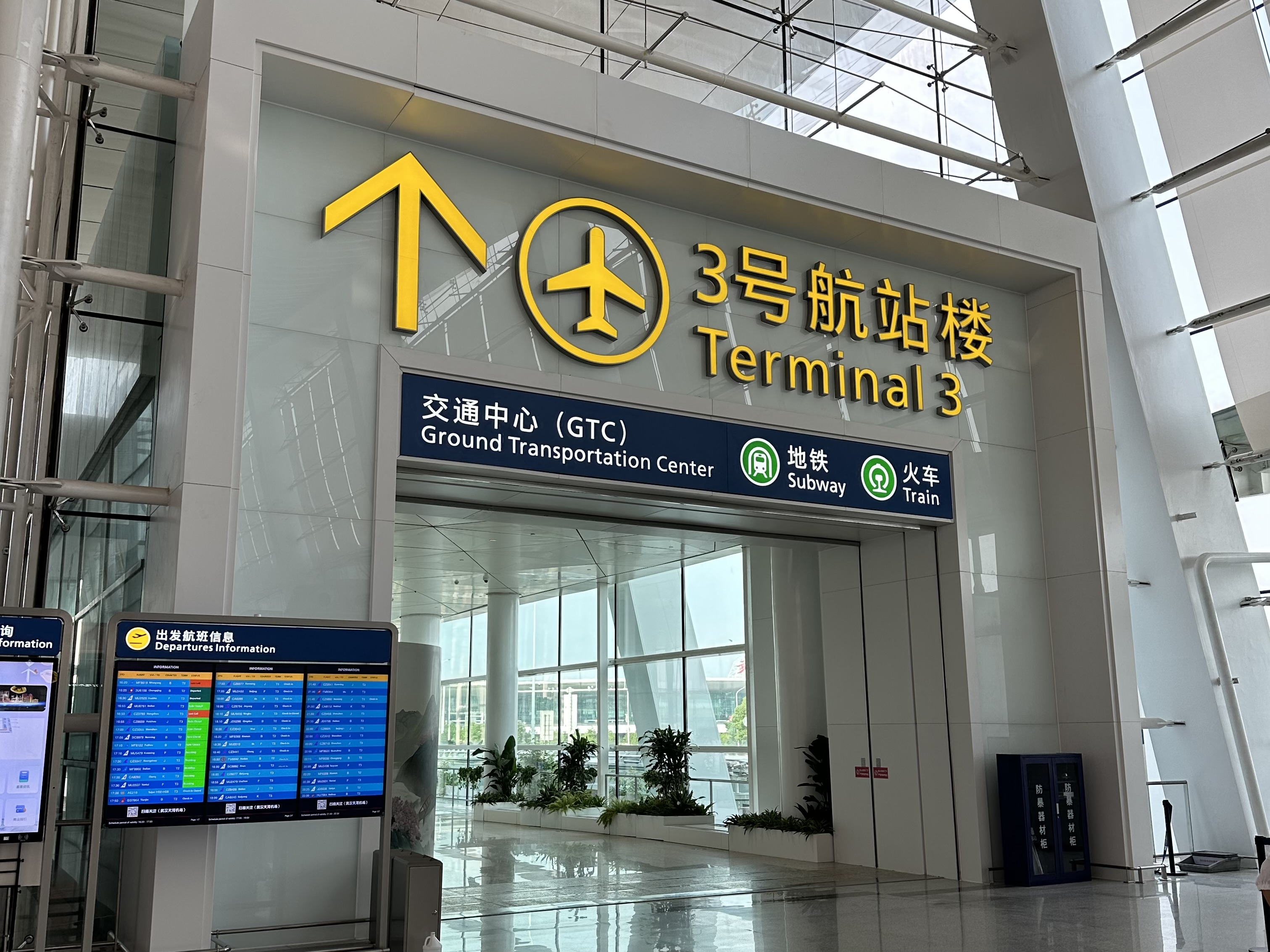
禁区外通向3号航站楼的连廊入口处
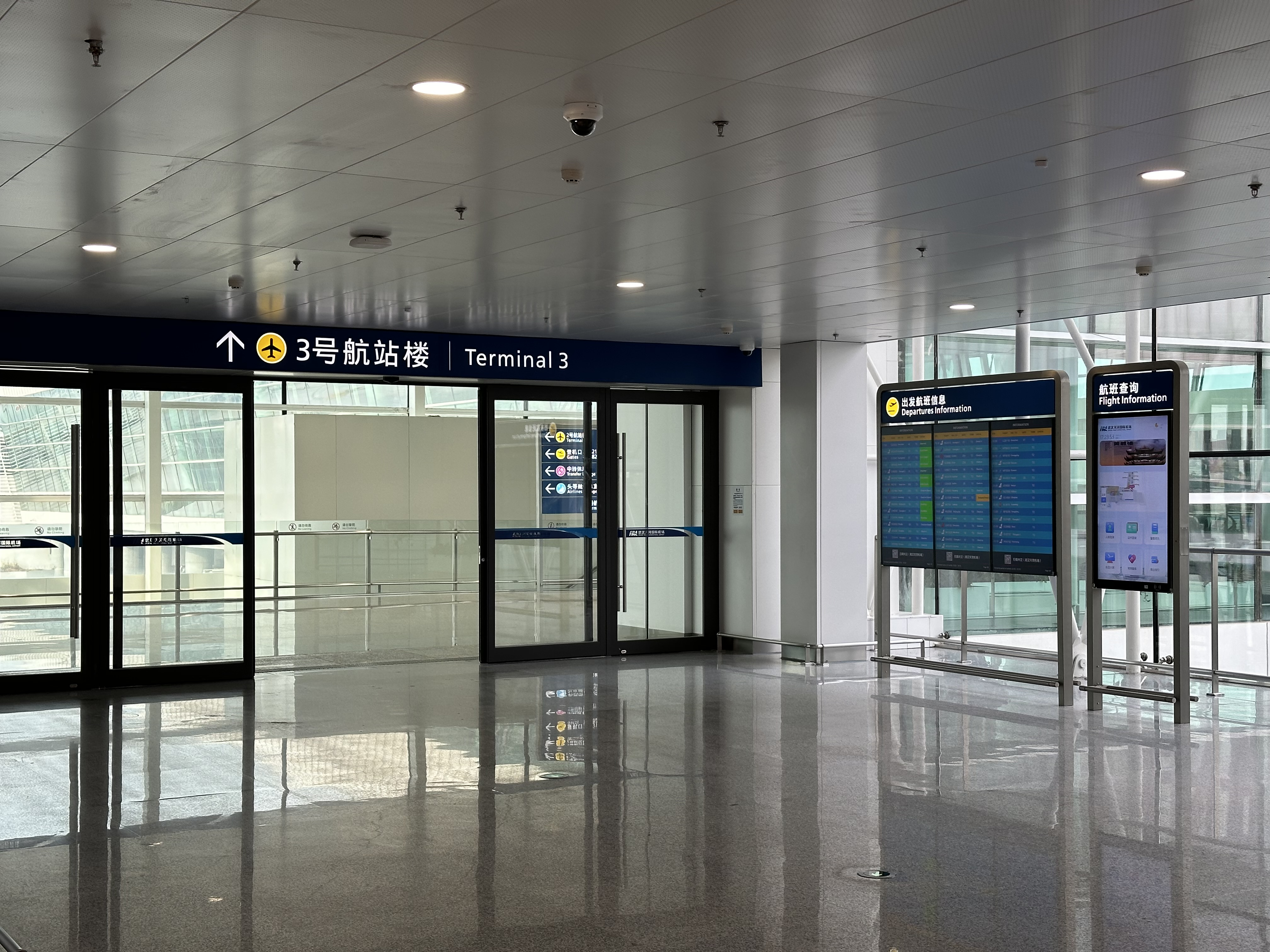
禁区内通向3号航站楼的连廊入口处
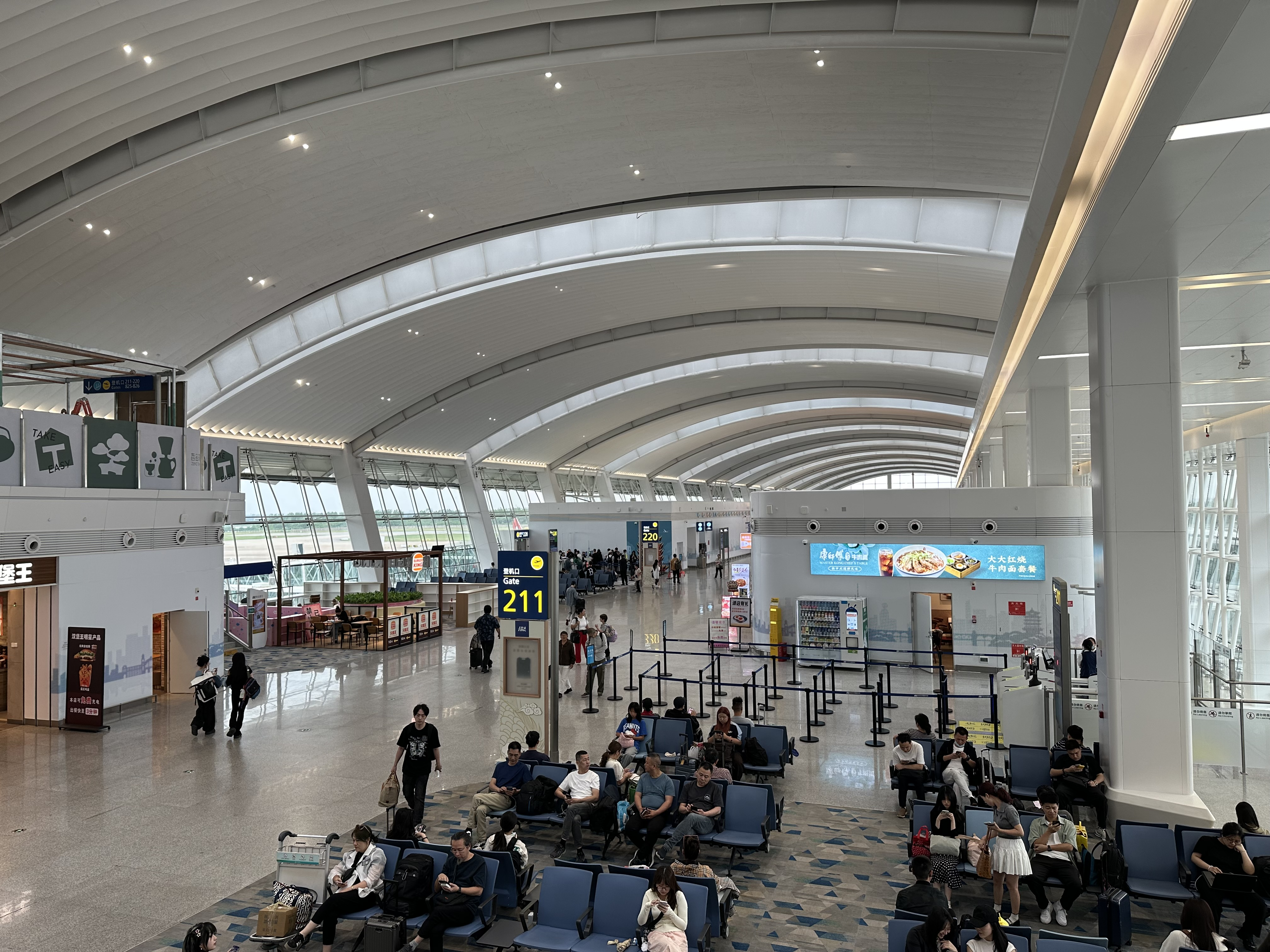
国内出发层211-220登机口
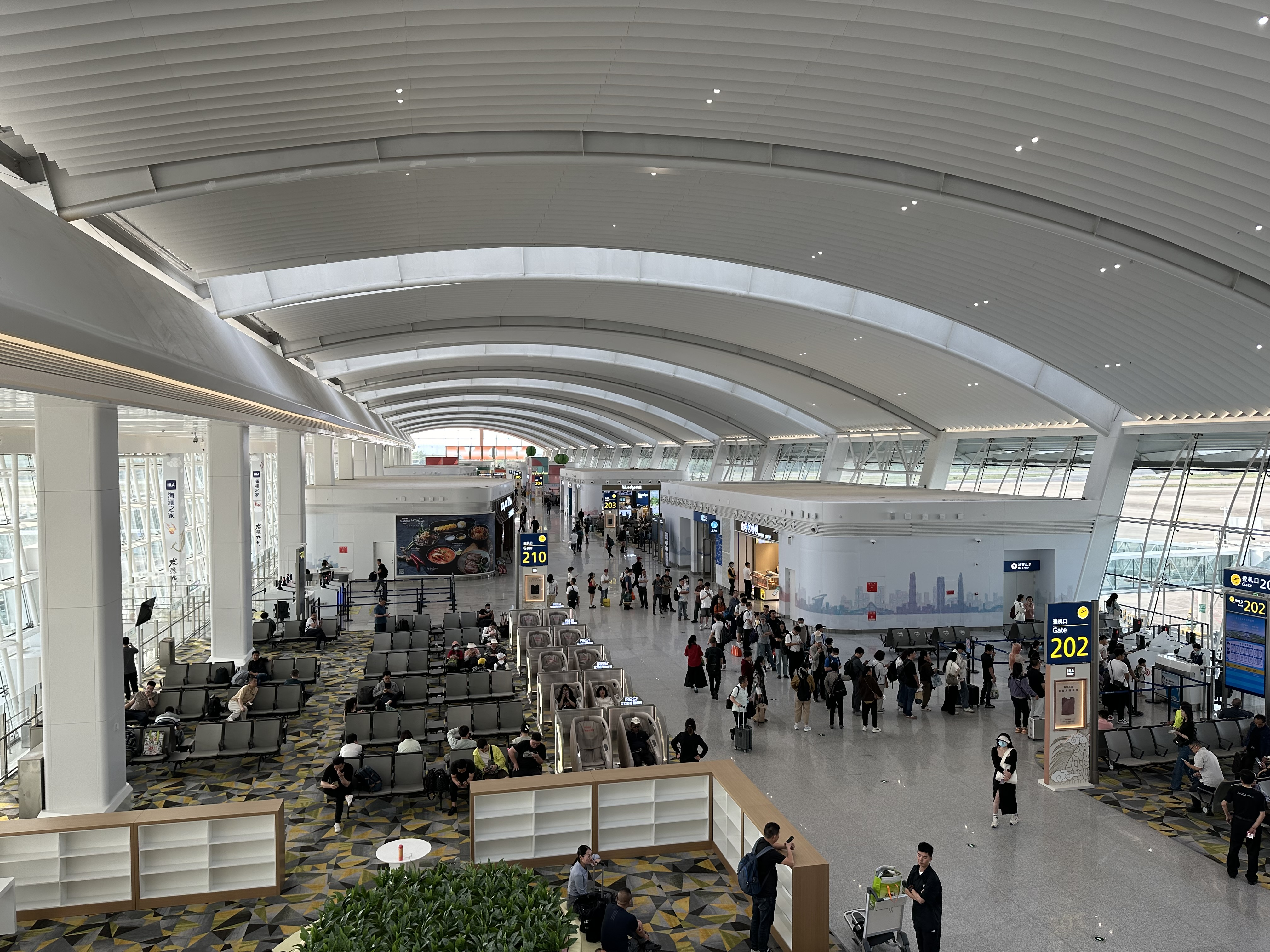
国内出发层201-210登机口
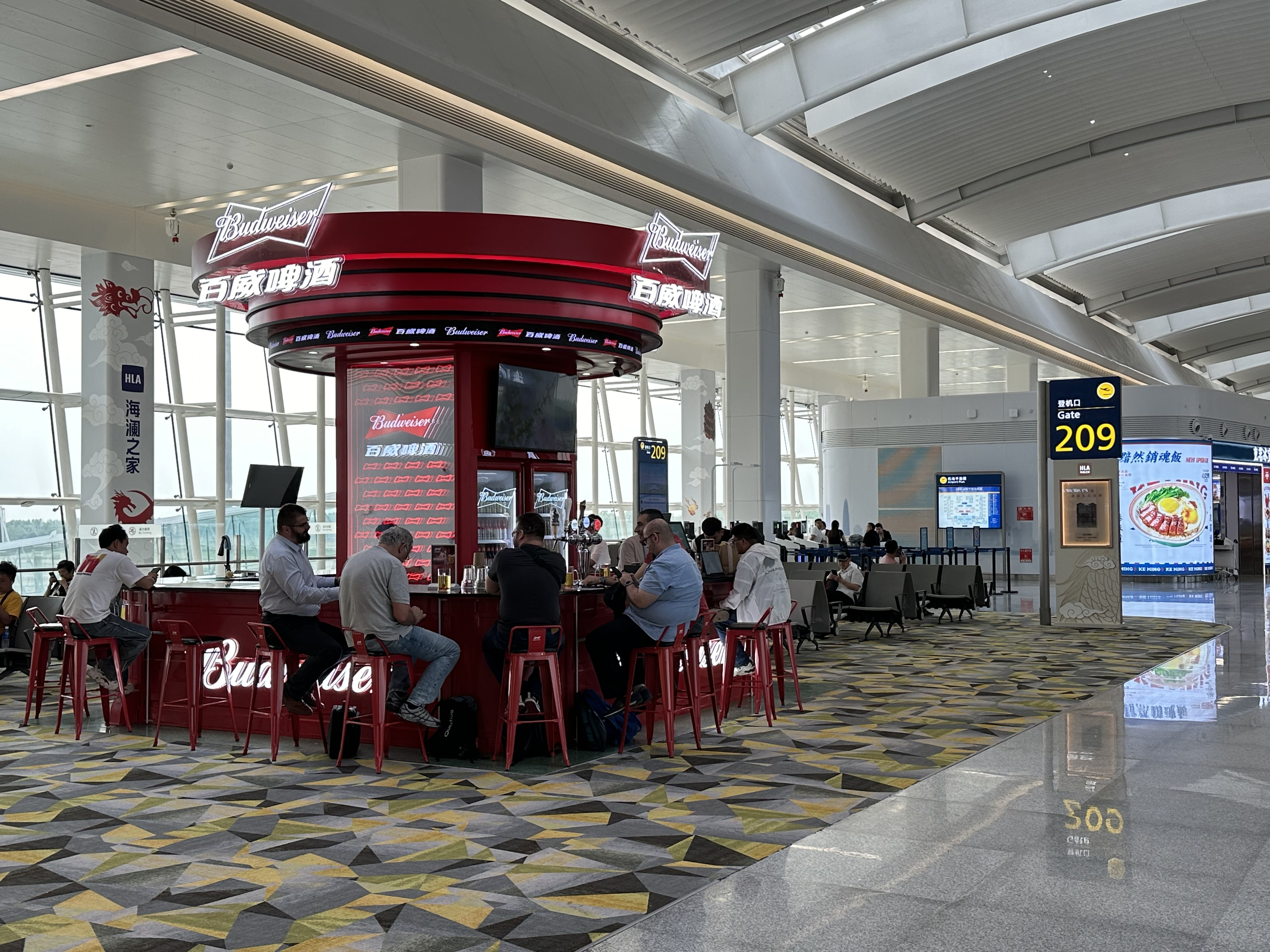
登机口附近的餐饮店铺
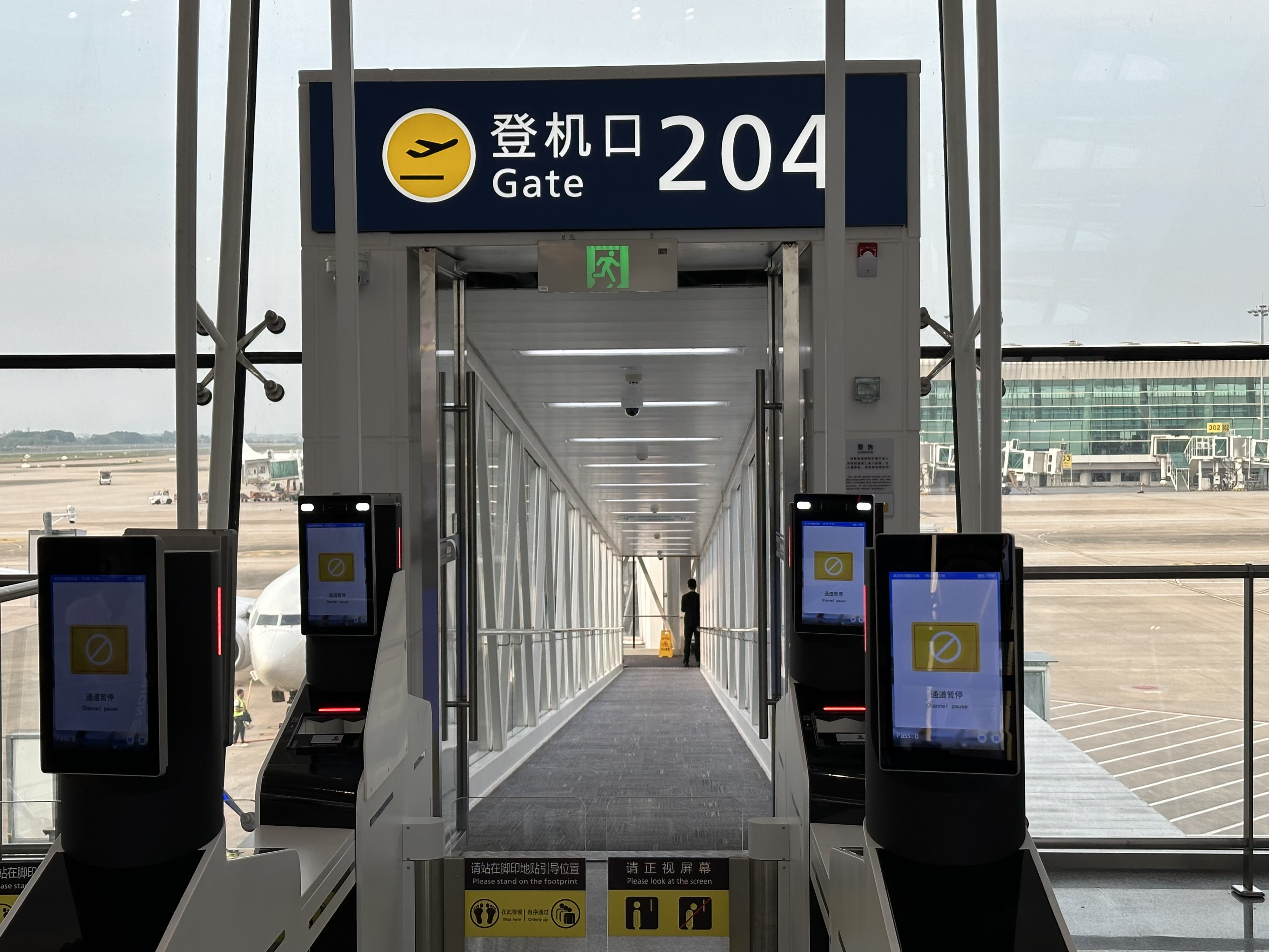
空桥内部
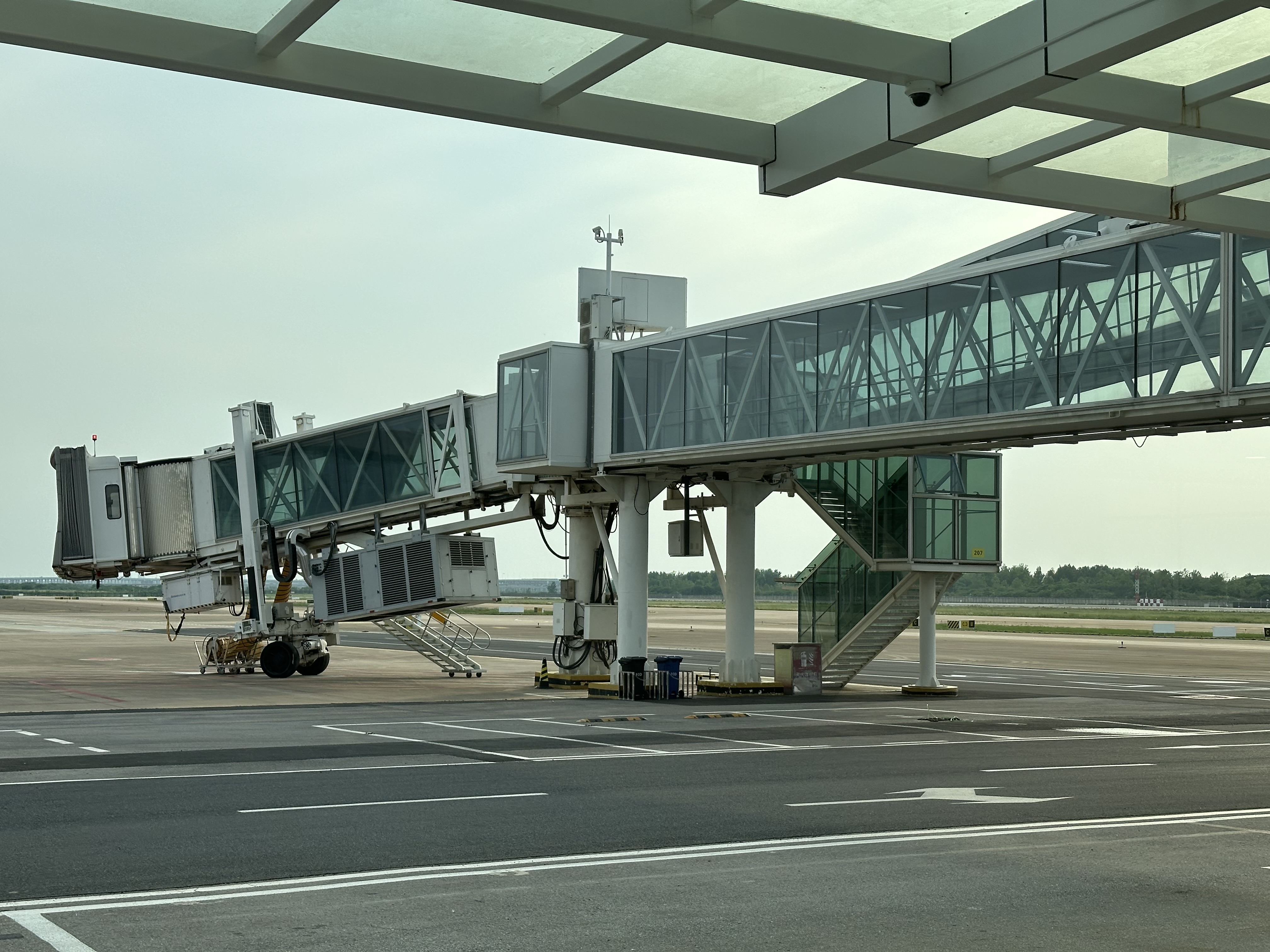
空桥
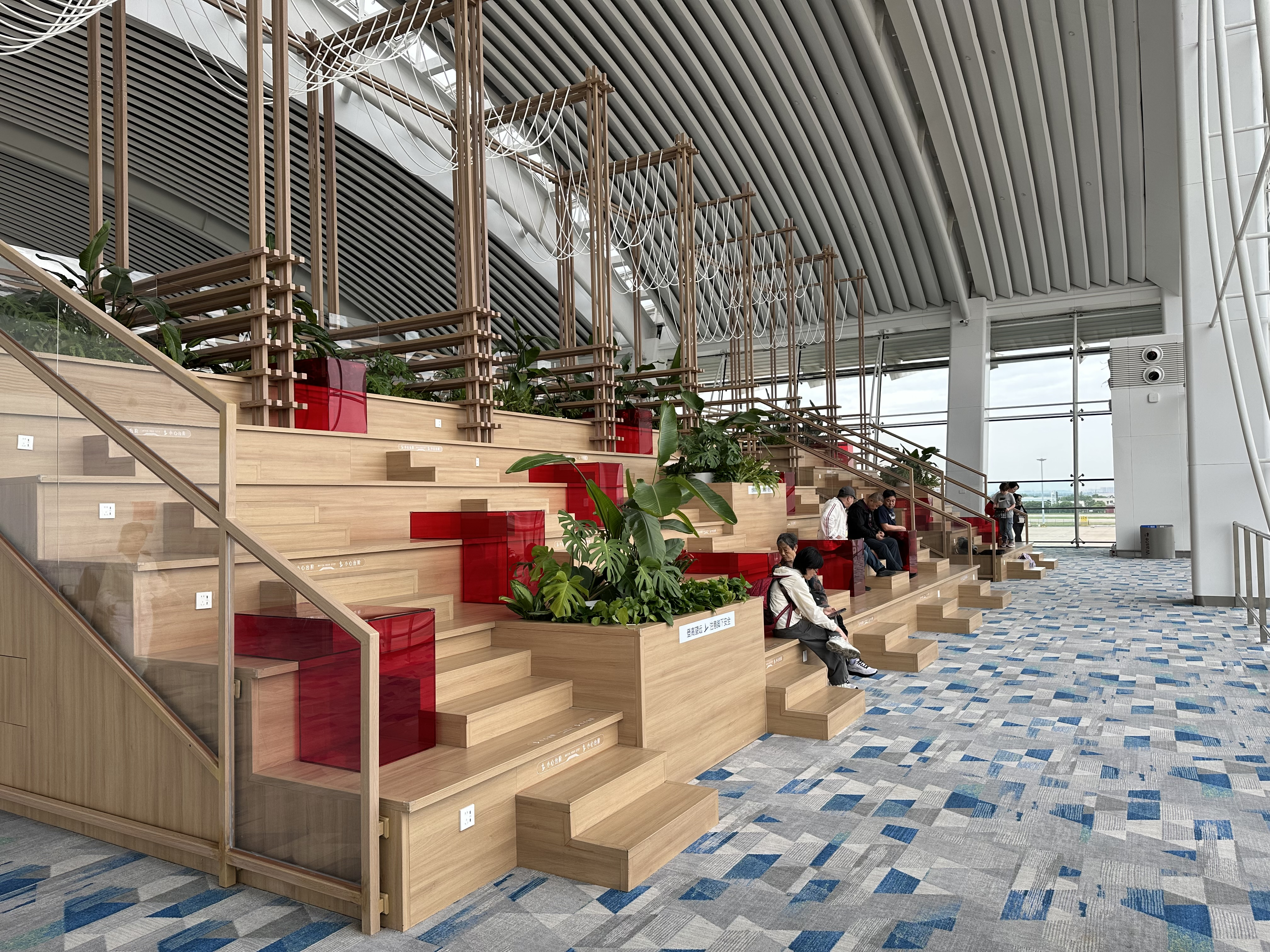
A区室内观景台
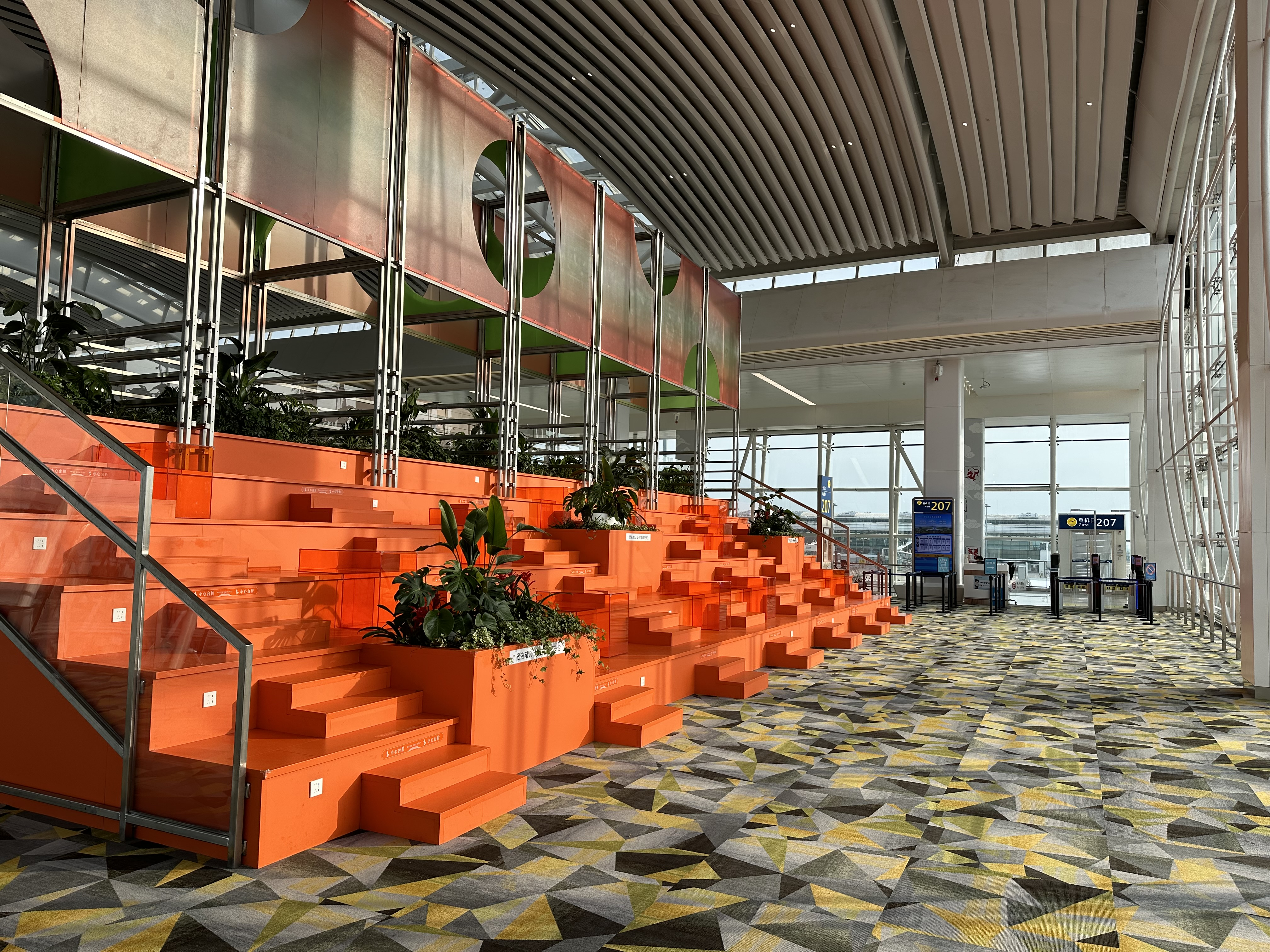
B区室内观景台

#### 3号航站楼（T3）
3号航站楼及其配套扩建工程项目占地733公顷，包括机场交通中心、3号航站楼两大核心建筑，按2020年货邮吞吐量44万吨，旅客吞吐量3500万人次的目标设计，拆除老T1和老塔台，建造新塔台，在现有跑道东侧新建一条3600米长、60米宽的第二跑道和2条平行滑行道以满足空客A380等大型飞机起降的需求，兴建51.9万平方米、拥有60个机位的3号航站楼等，由湖北省和武汉市共同投资近400亿元。3号航站楼是由一个主楼、4个指廊和1个连廊组成，总投资28.41亿元，总建筑面积约51.9万平方米，其大部分承重柱和屋盖为钢结构，用钢量达3万余吨。机场一带的交通状况因应扩建进行了调整，南进场路与改线的机场专用路相连，北进场路与孝天延长线相连，南北进场相互贯通；在航站区中部规划由轨道交通、城际铁路、市政交通组成的公共交通中心。
2009年3月，《武汉天河国际机场总体规划》得到了国家民航局和省政府批准。2009年3月12日发改委批复了武汉天河国际机场三期建设工程的可行性研究报告。2012年6月26日，3号航站楼正式开建。3号航站楼本体于2016年12月29日竣工，按照原计划应于2016年底前与整个三期项目一起启用，但是当时改称推迟至2017年3月底投入使用，之后又因未按期完成转场再次推迟。2017年8月16日，机场三期扩建工程通过行业验收。2017年8月31日早上6点，3号航站楼正式启用，1号航站楼和2号航站楼的所有航班转入3号航站楼运行。
2023年11月25日，5座远机位登机厅投入使用，天河机场增加2个C类机位，1个D类机位、2个E类机位。

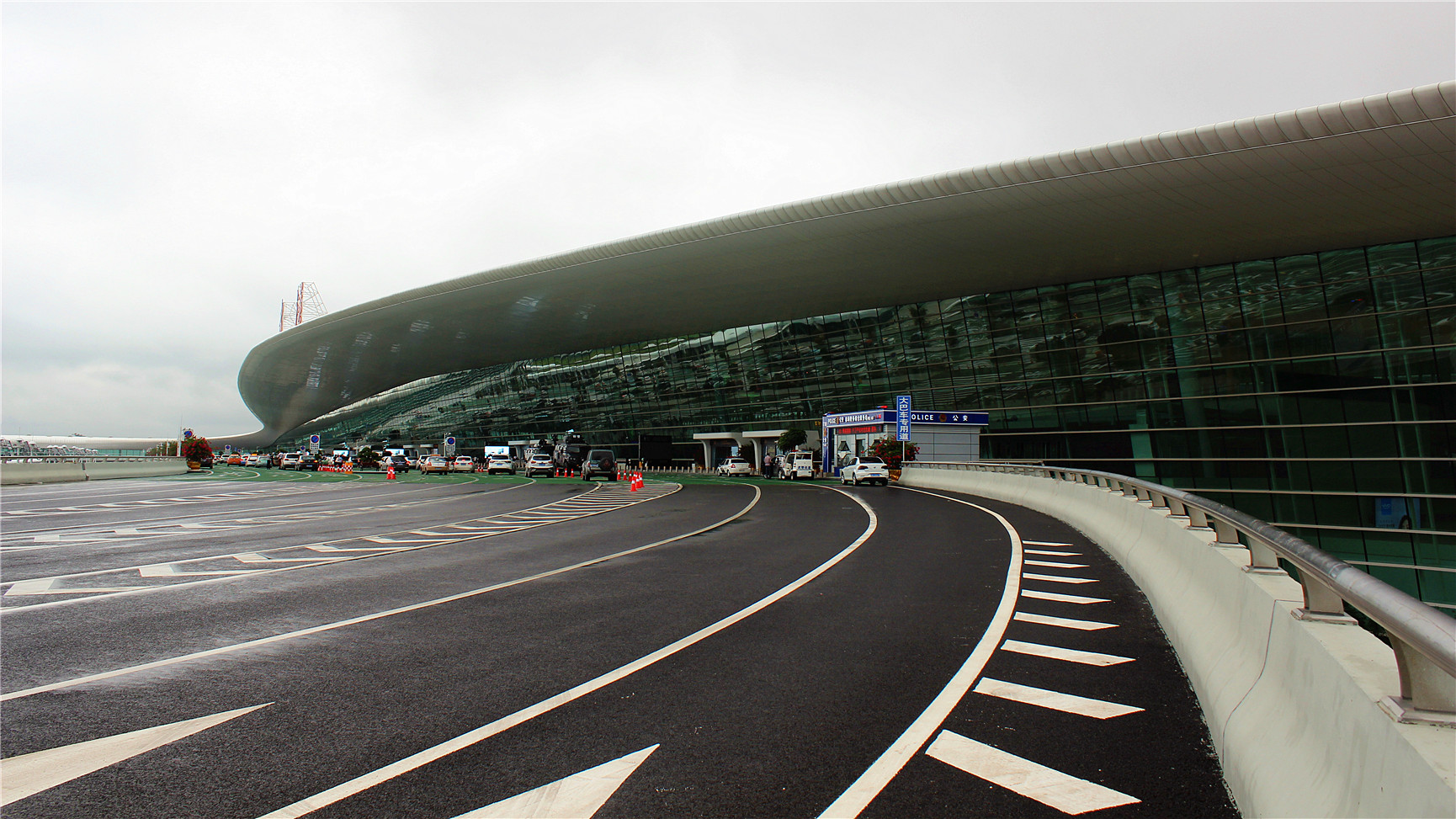
航站楼前（出发层）
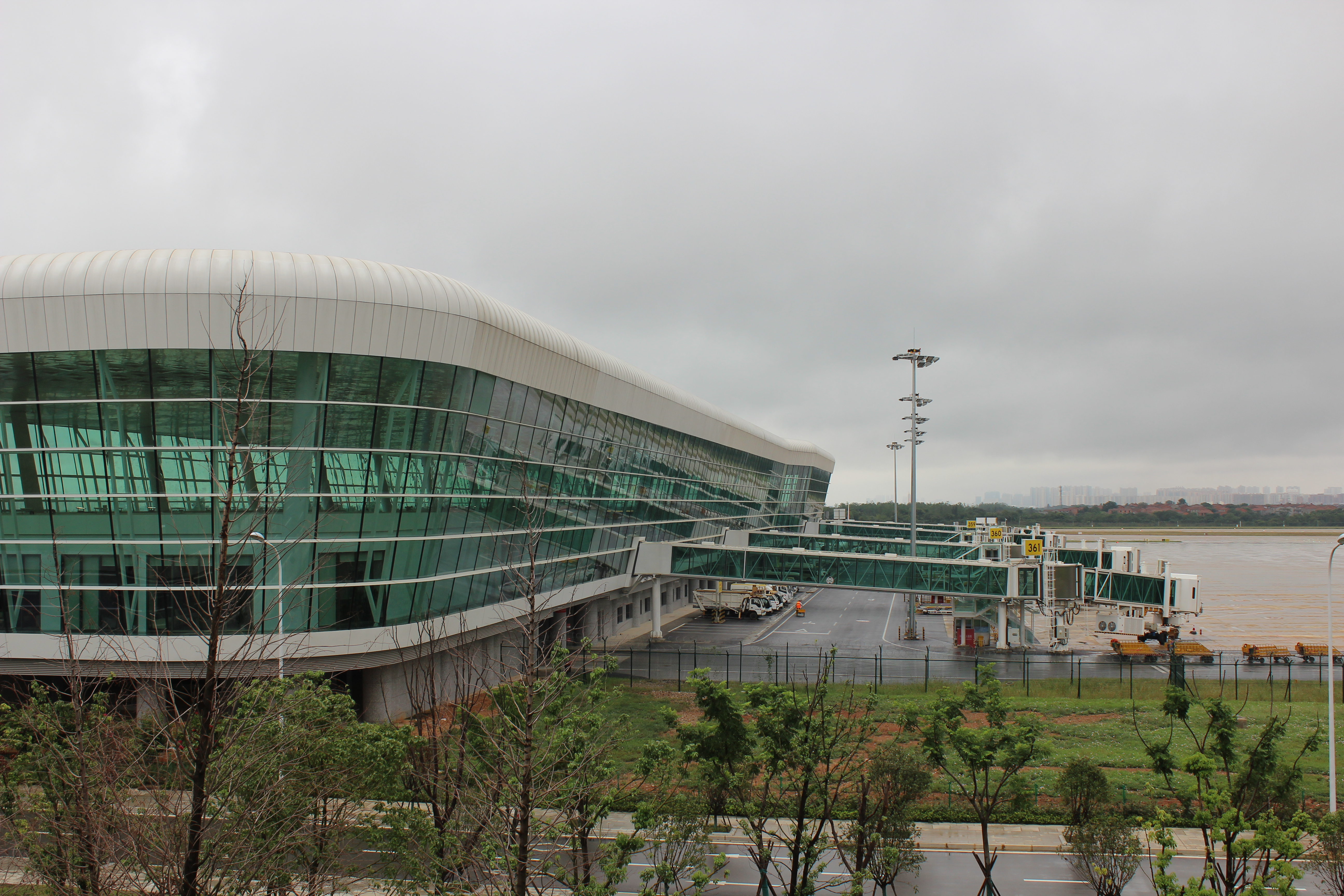
廊桥
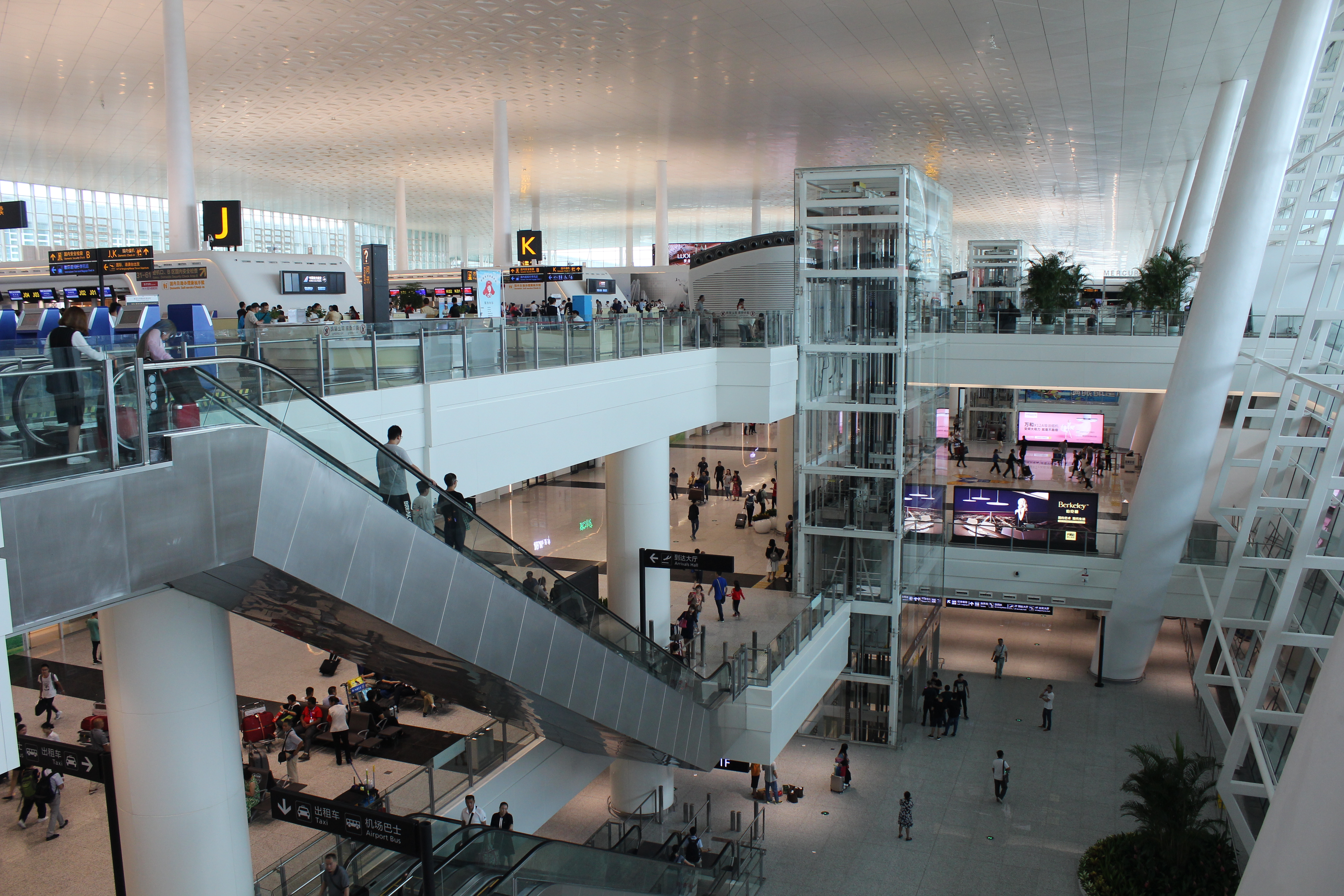
航站楼内部
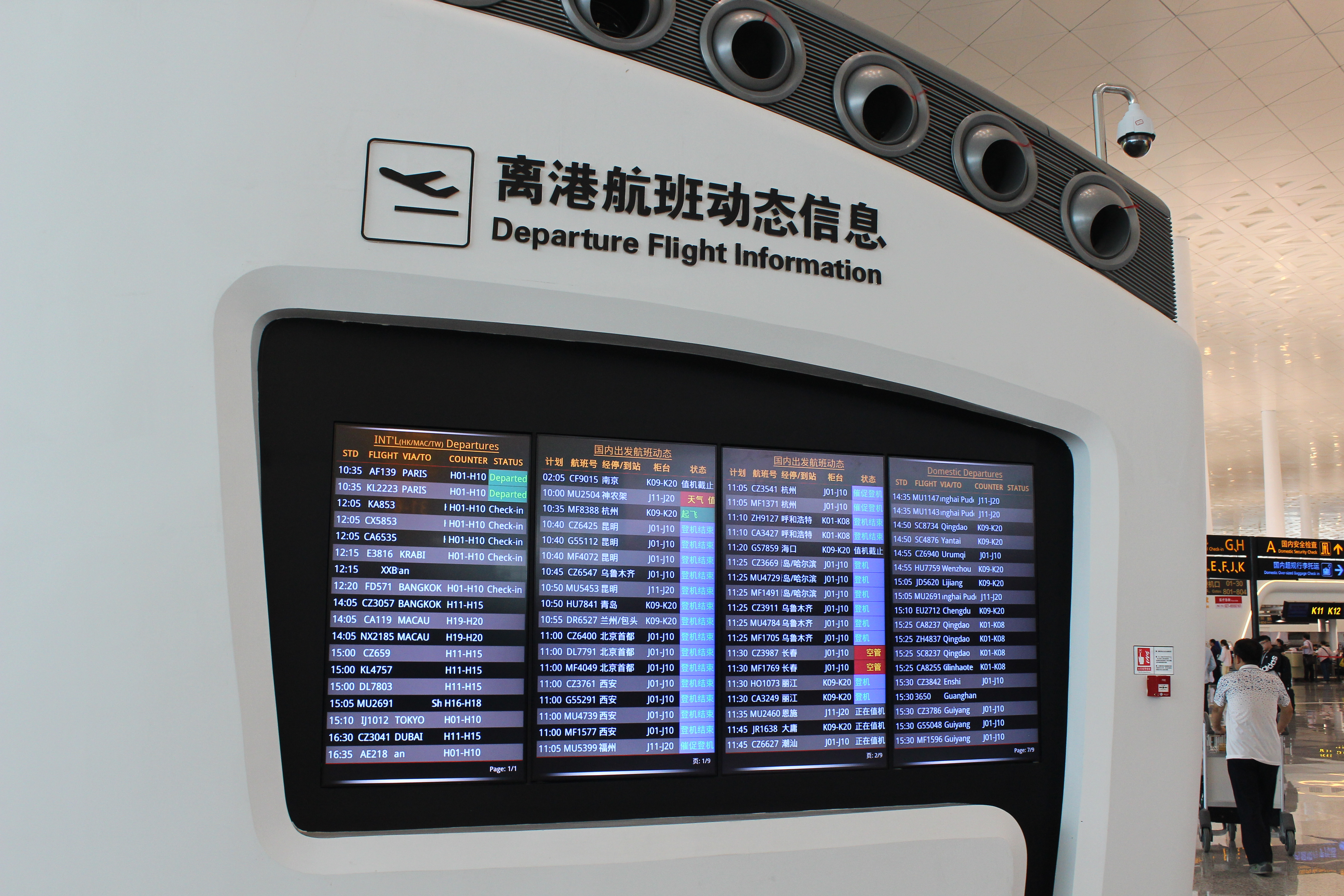
离港航班动态信息
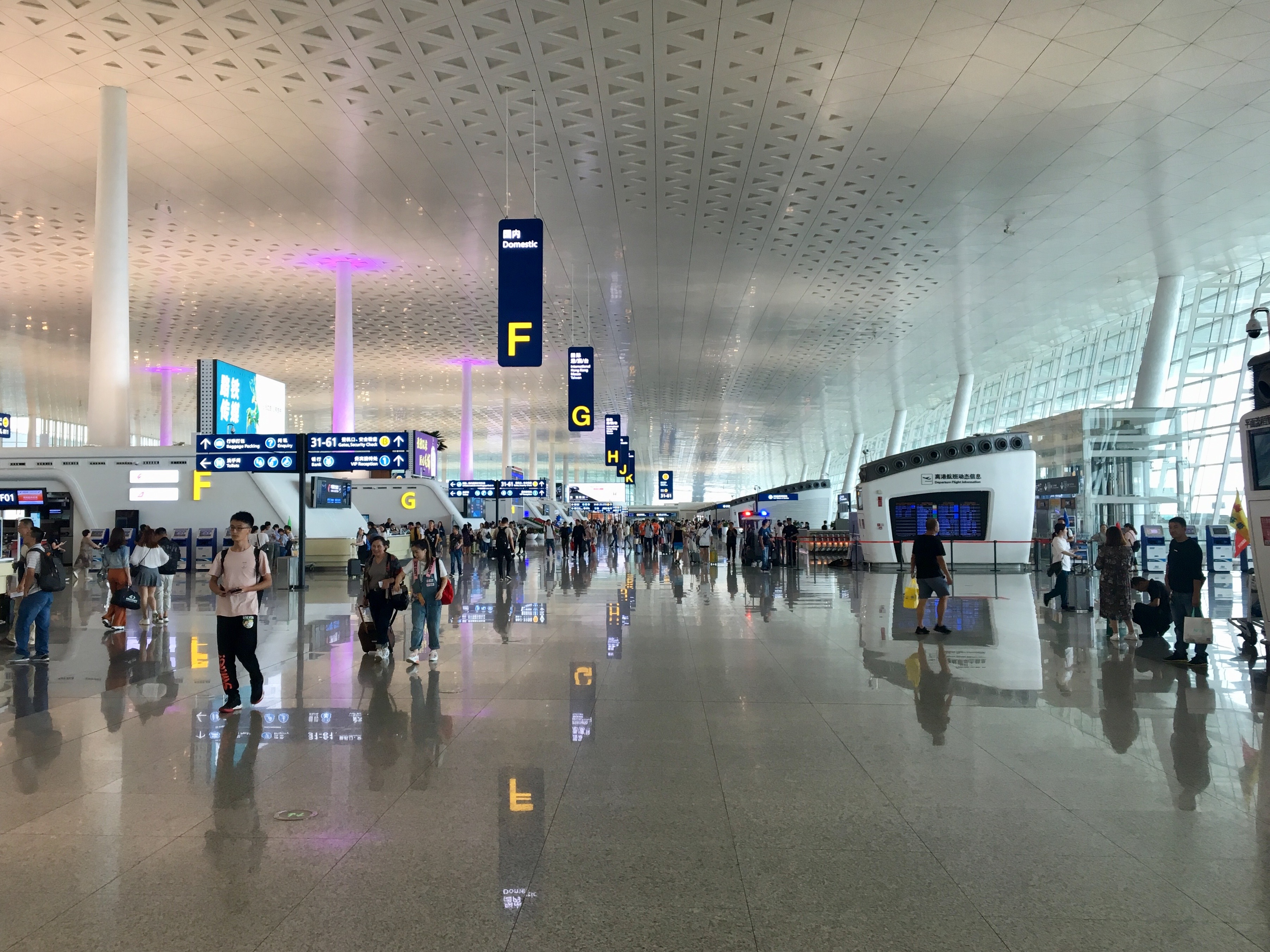
值机大堂
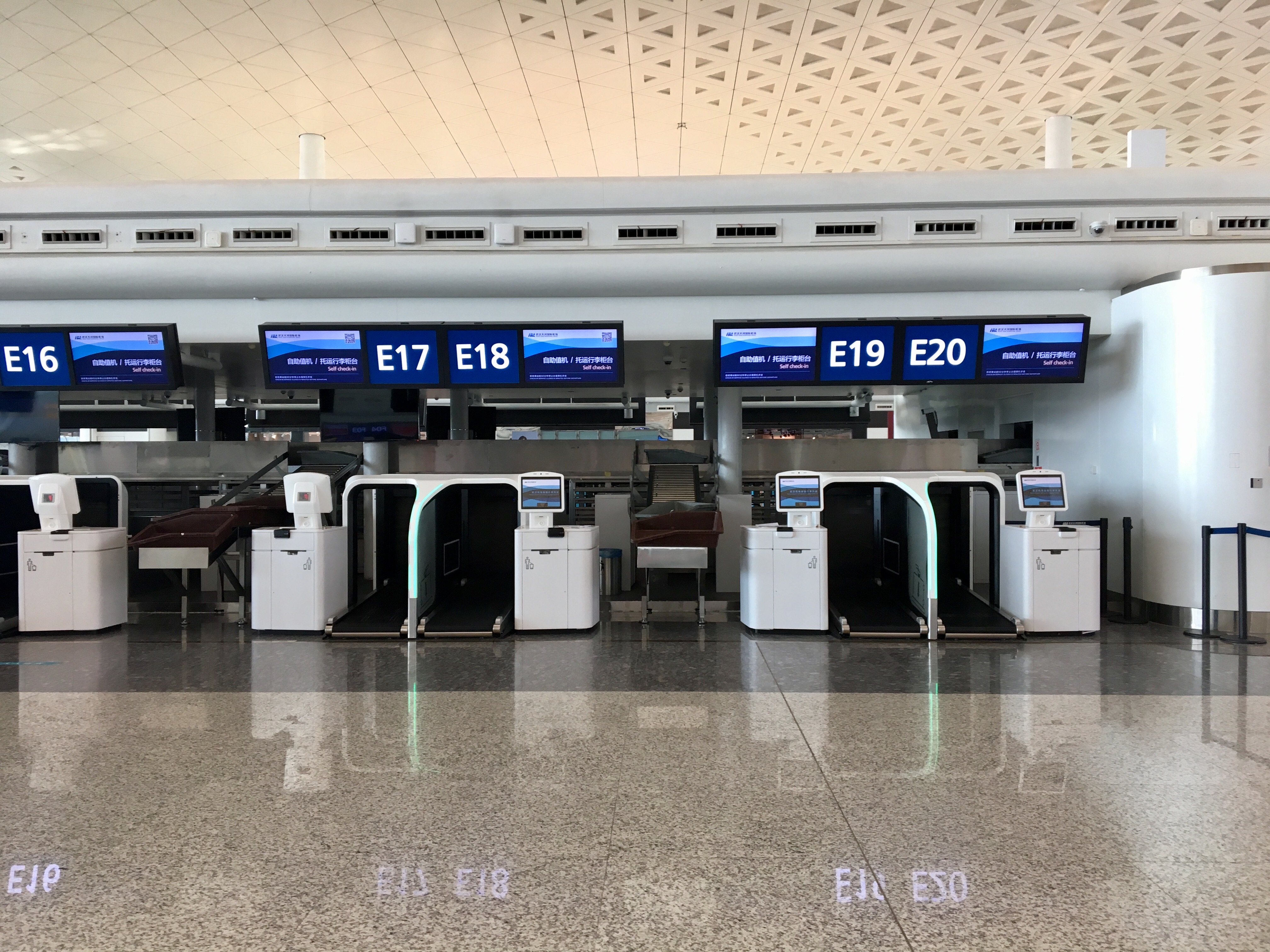
自助值机/行李托运
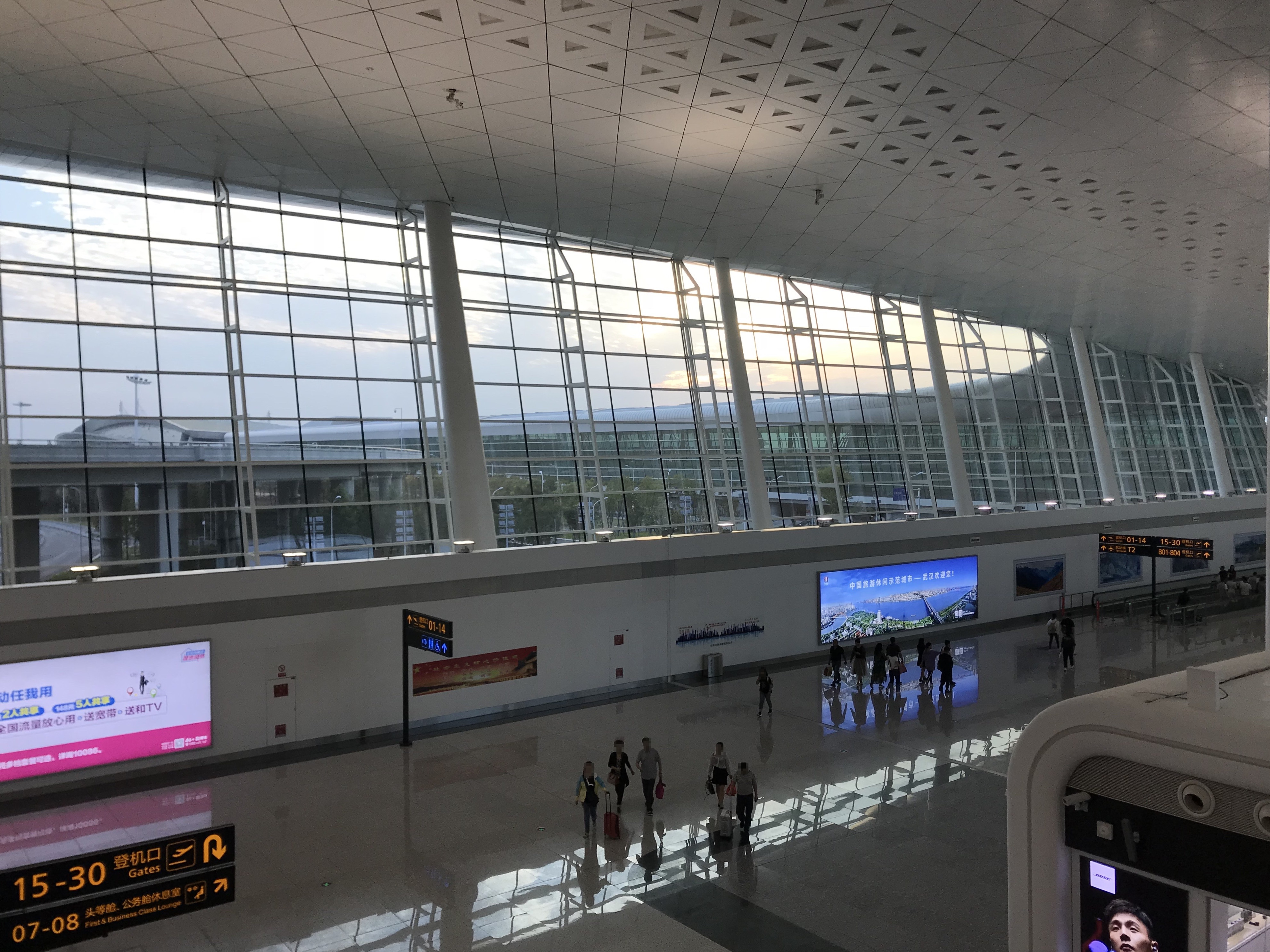
国内进出港混流层通道
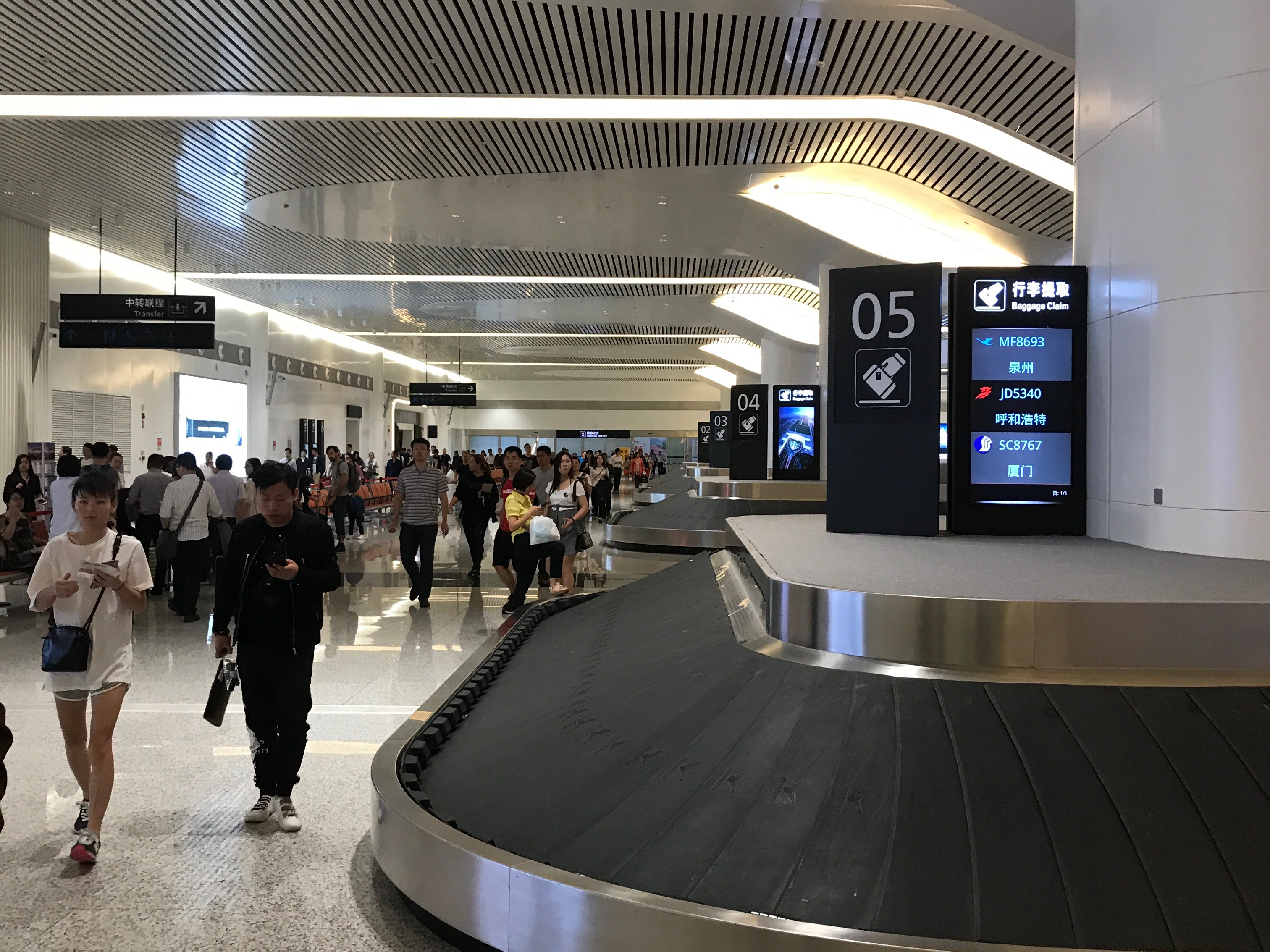
国内到达行李提取厅
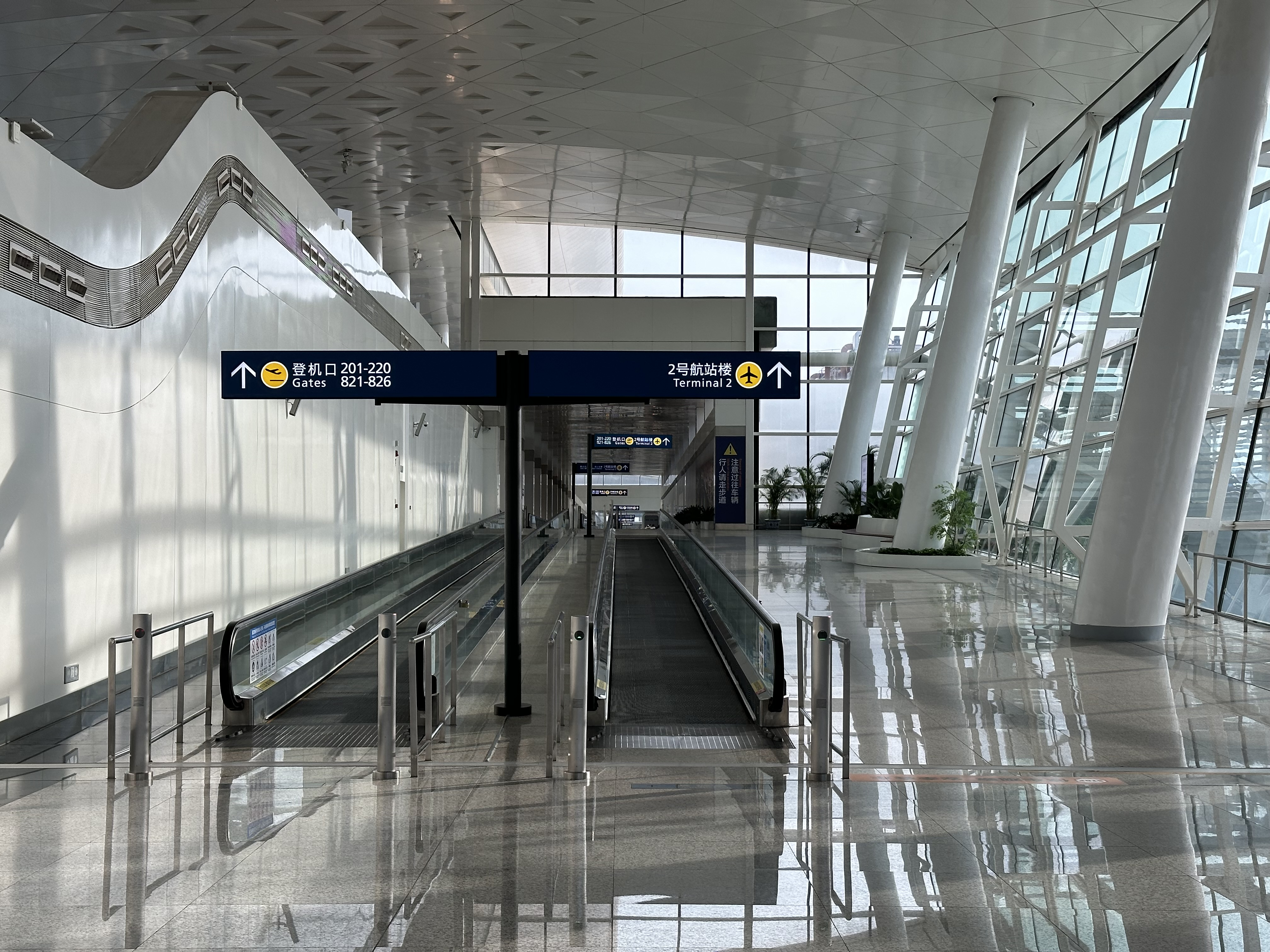
禁区内通向2号航站楼的连廊入口处
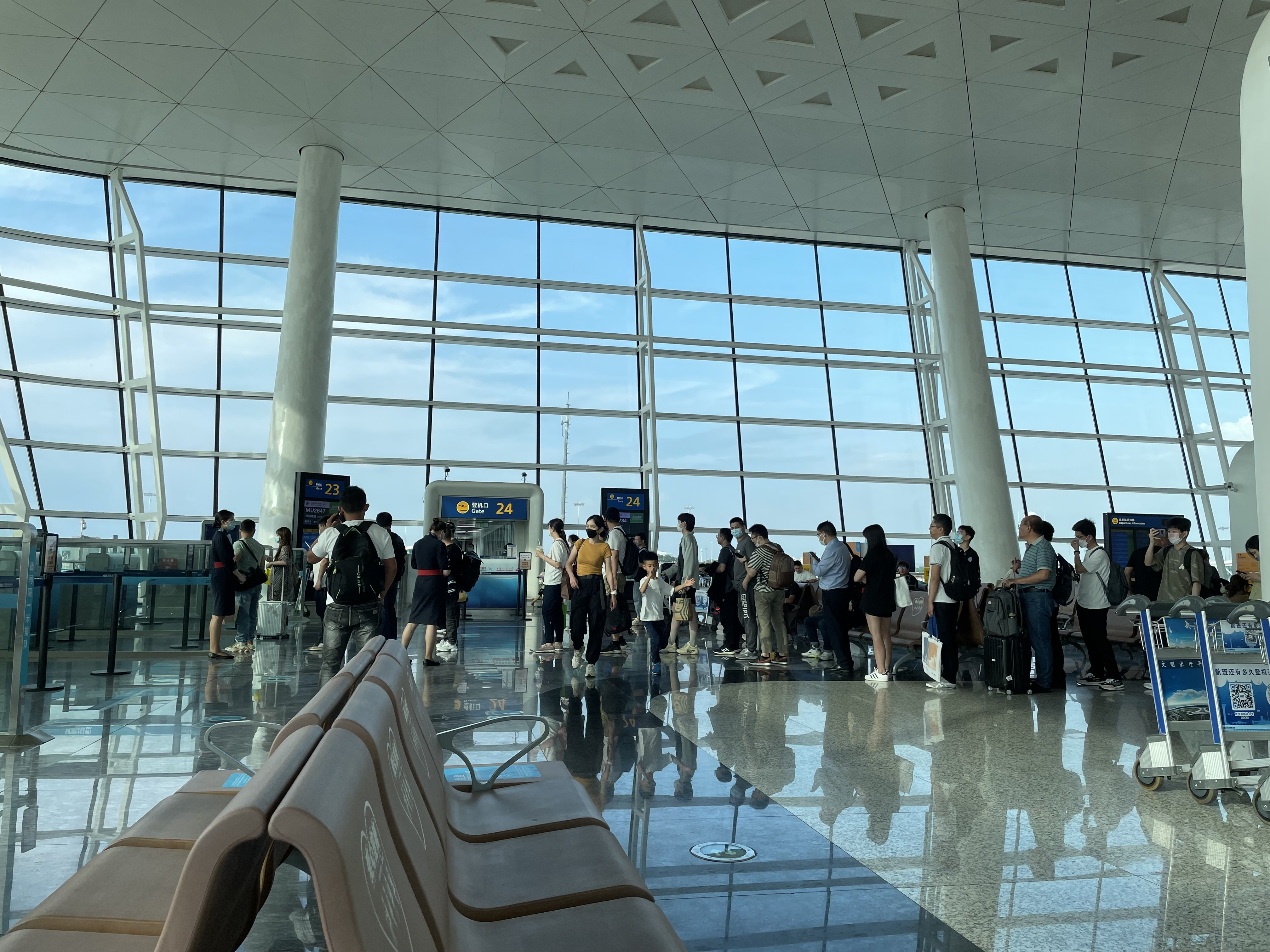
国内登机口
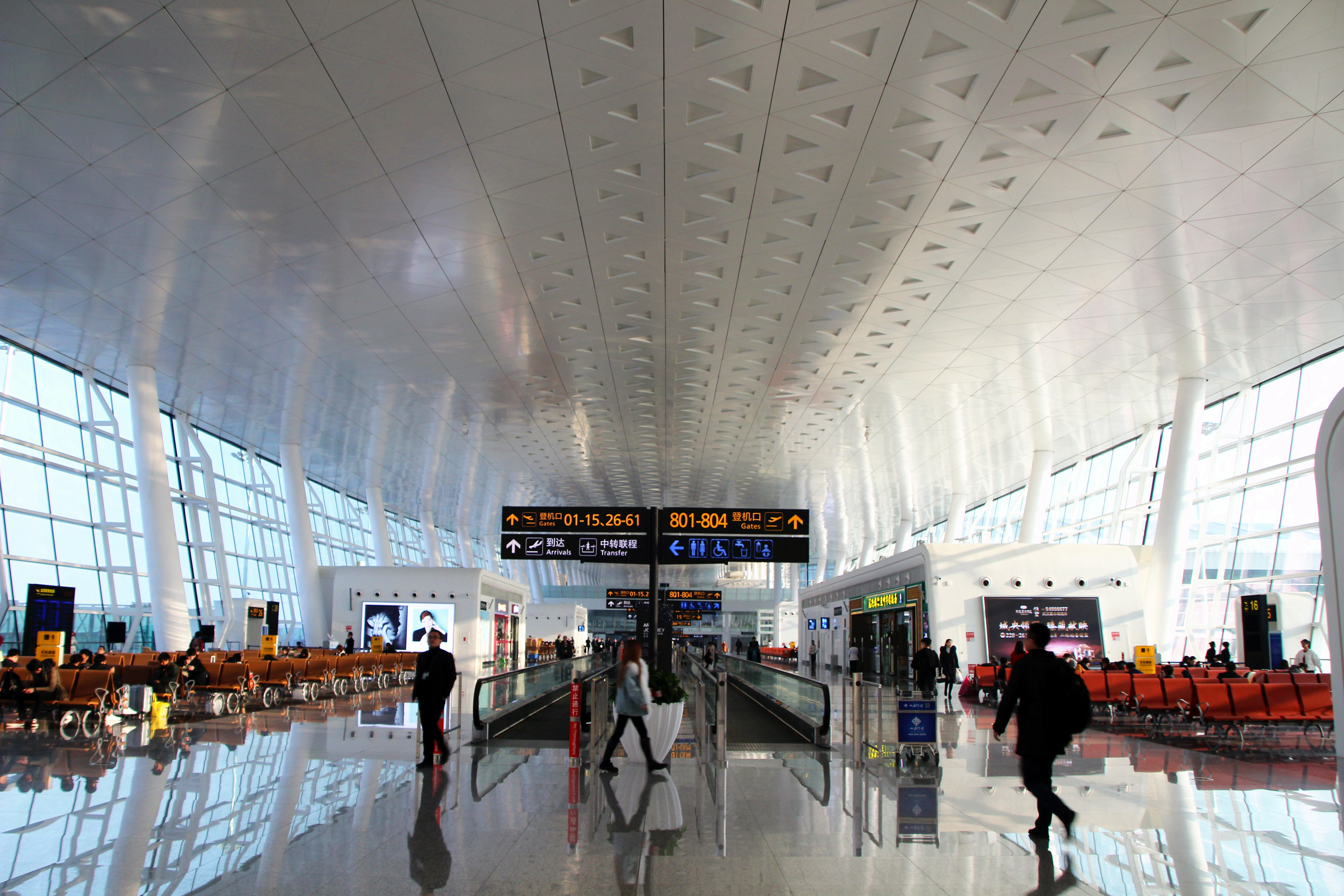
国内候机厅A区
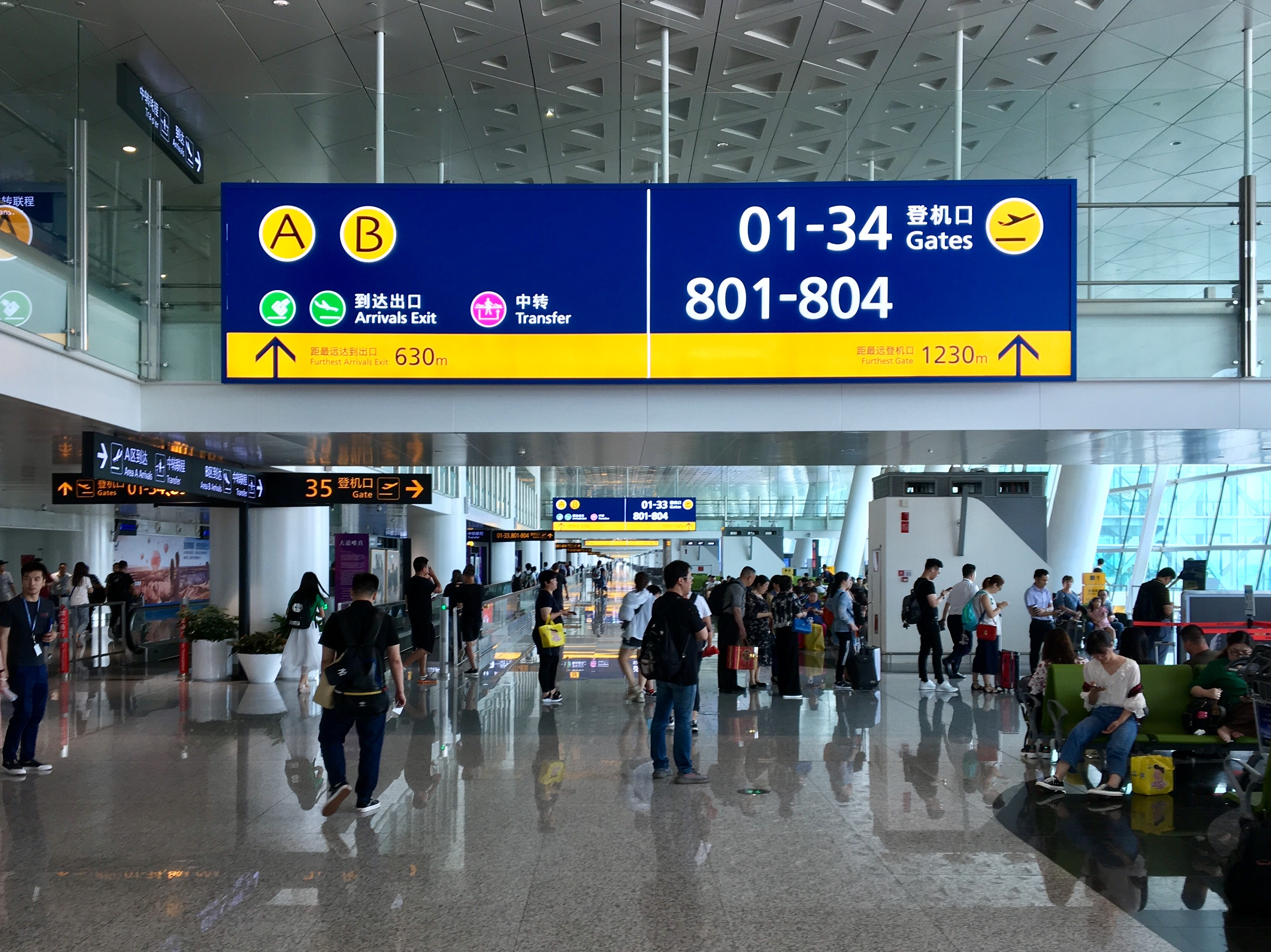
国内候机厅中区
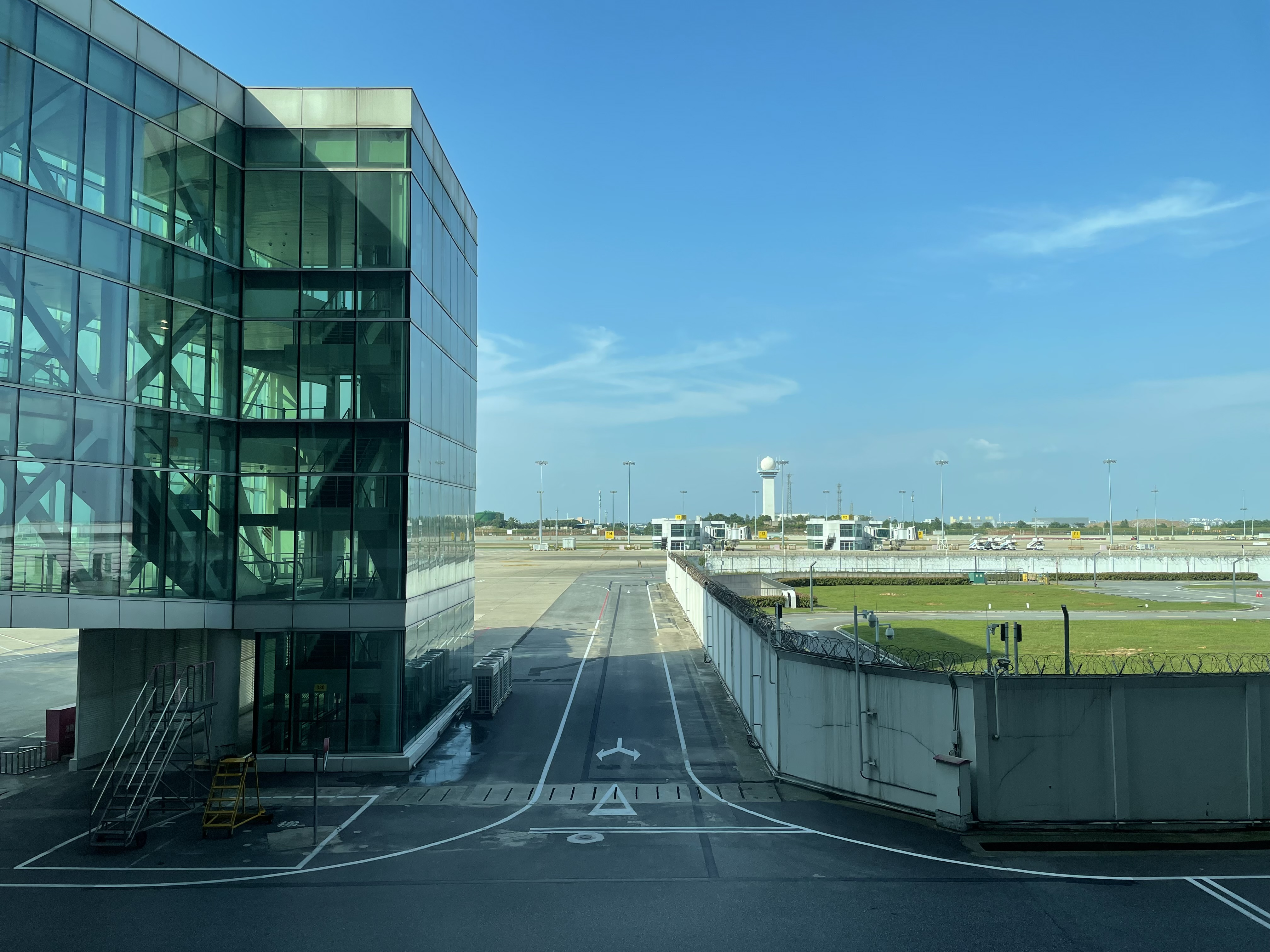
左侧为中区四层玻璃空桥[註 1]，右侧围墙内为机场塔台管制区，远处可见112与113号远机位
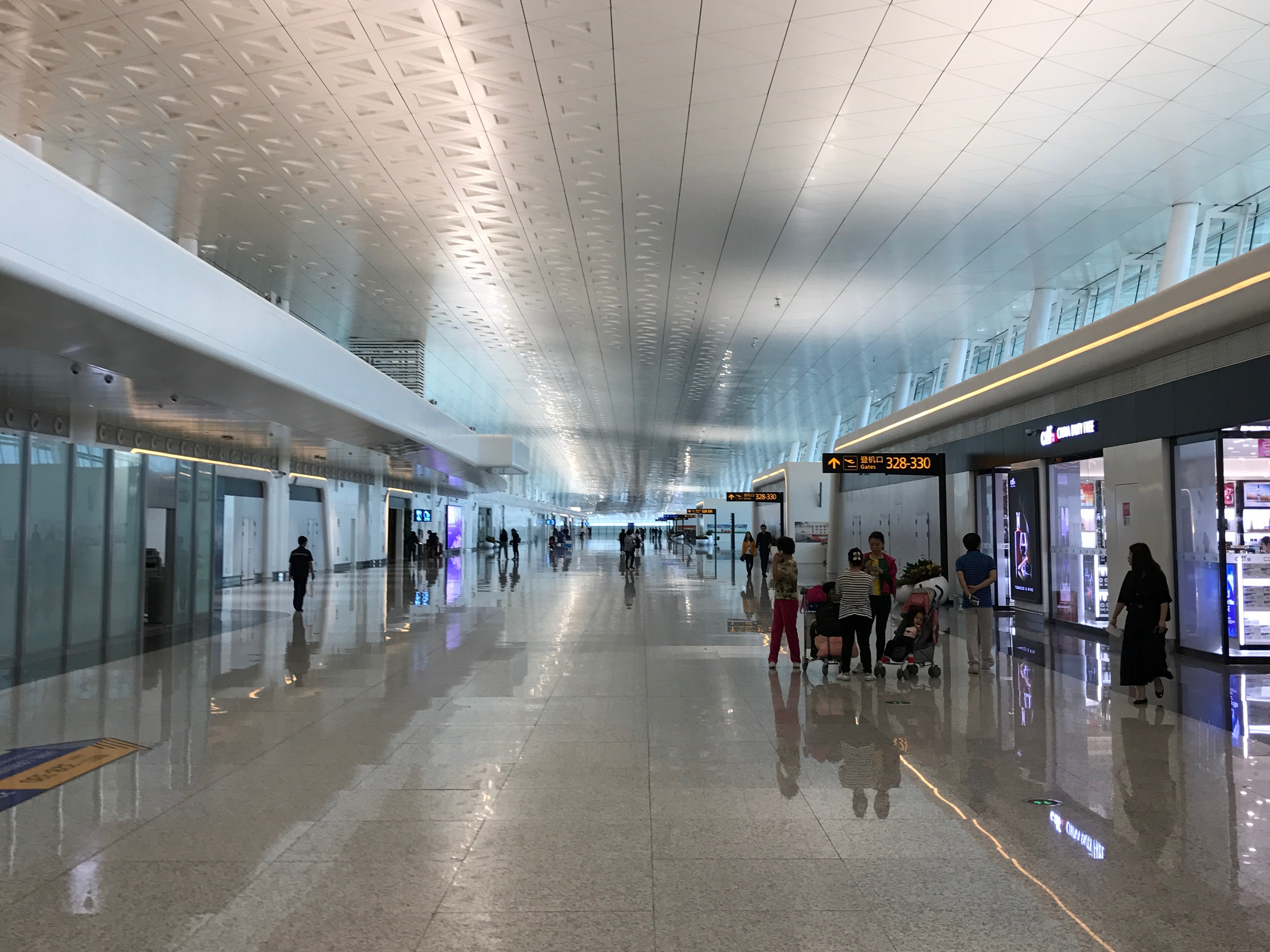
国际出发层候机厅
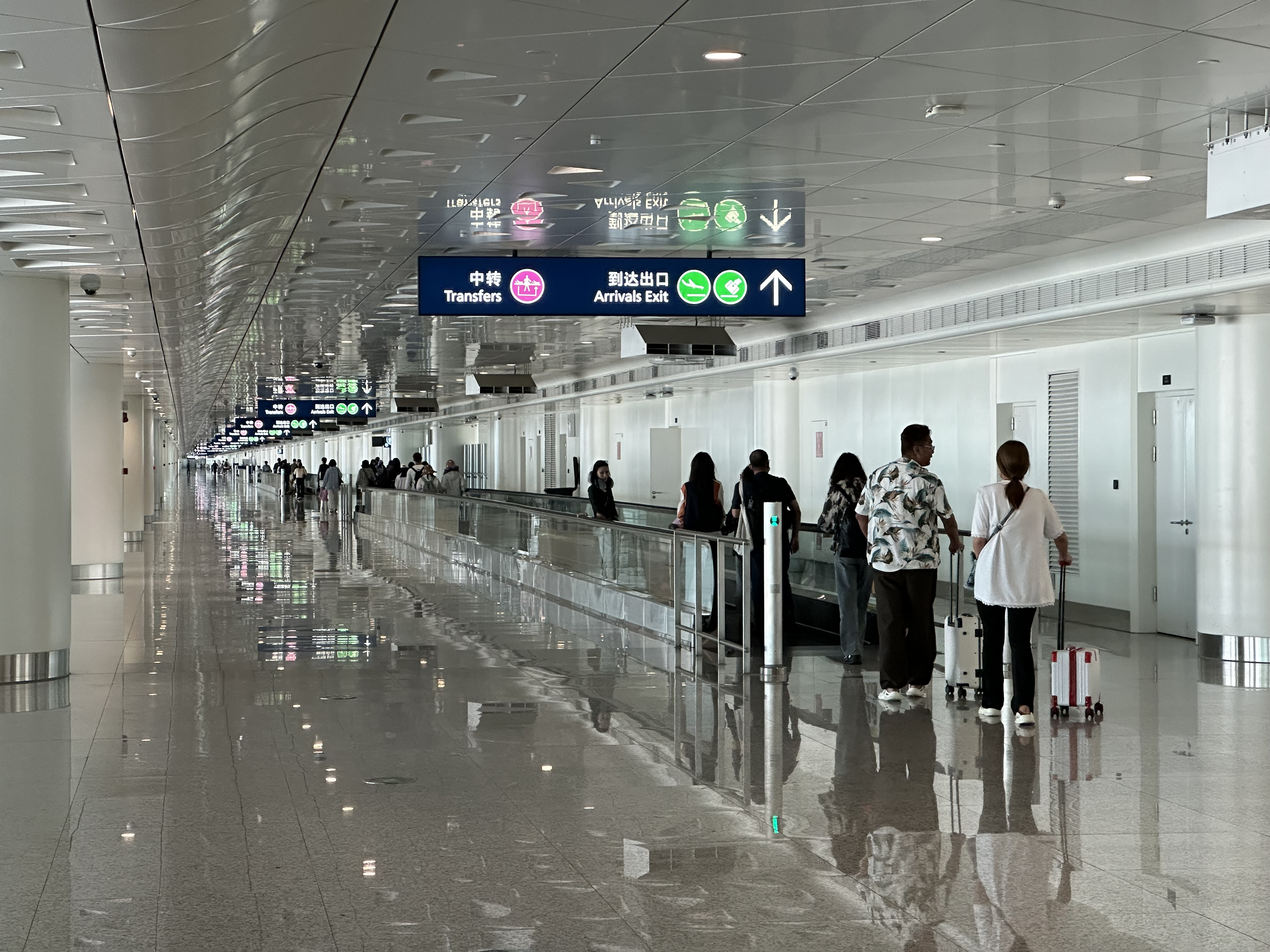
国际到达层通道
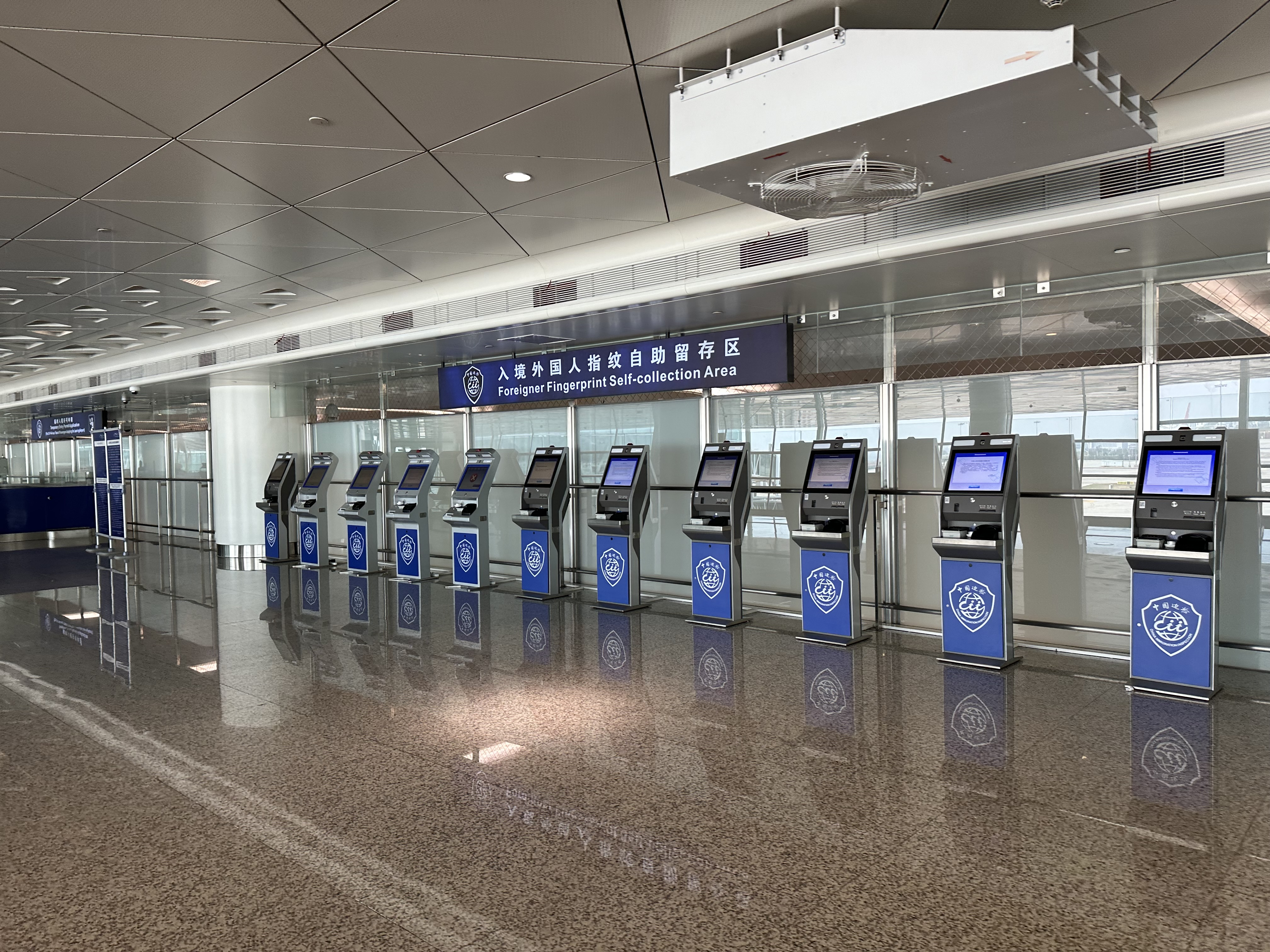
国际到达层的入境外国人指纹自助留存处
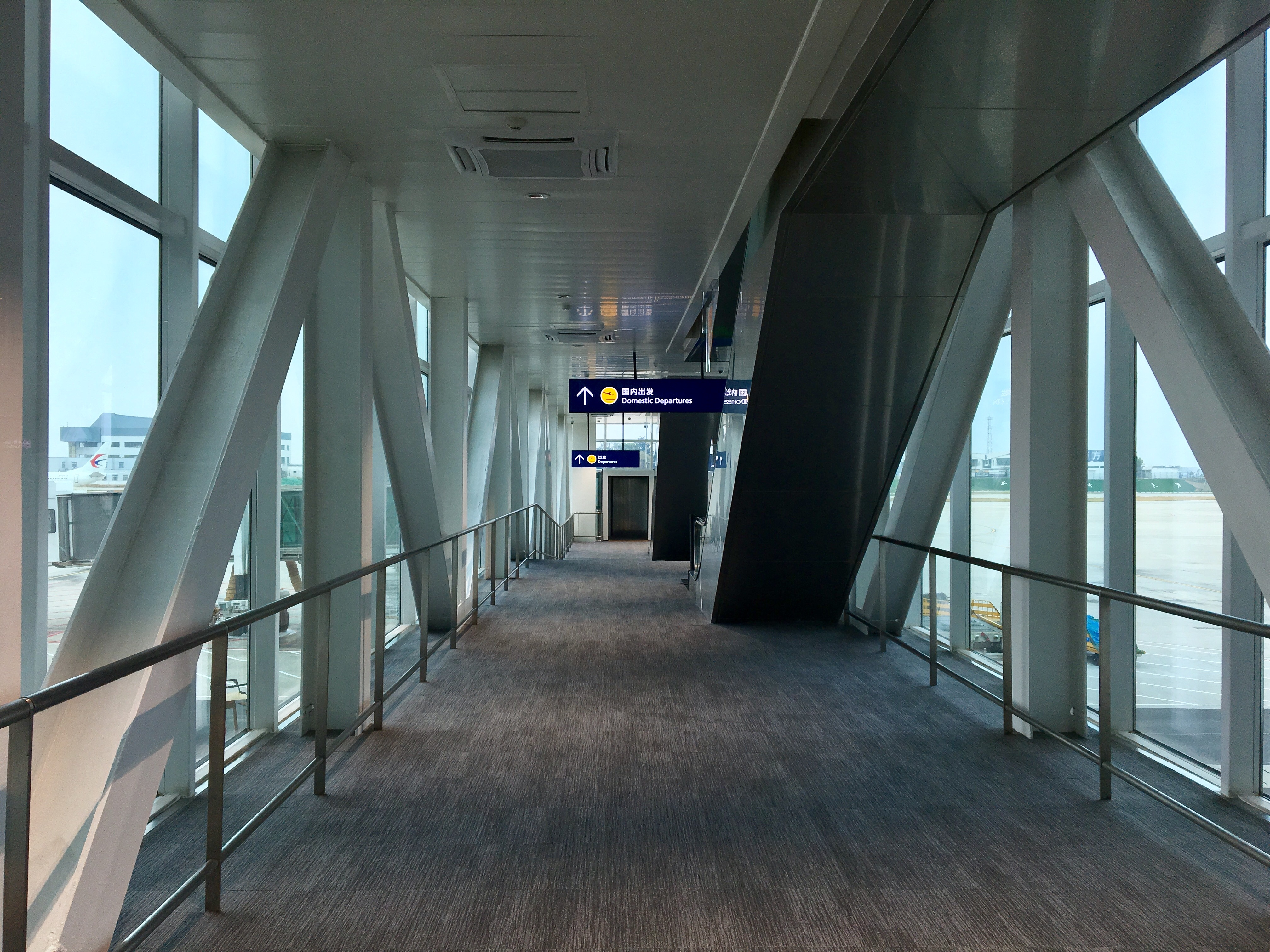
空桥内部
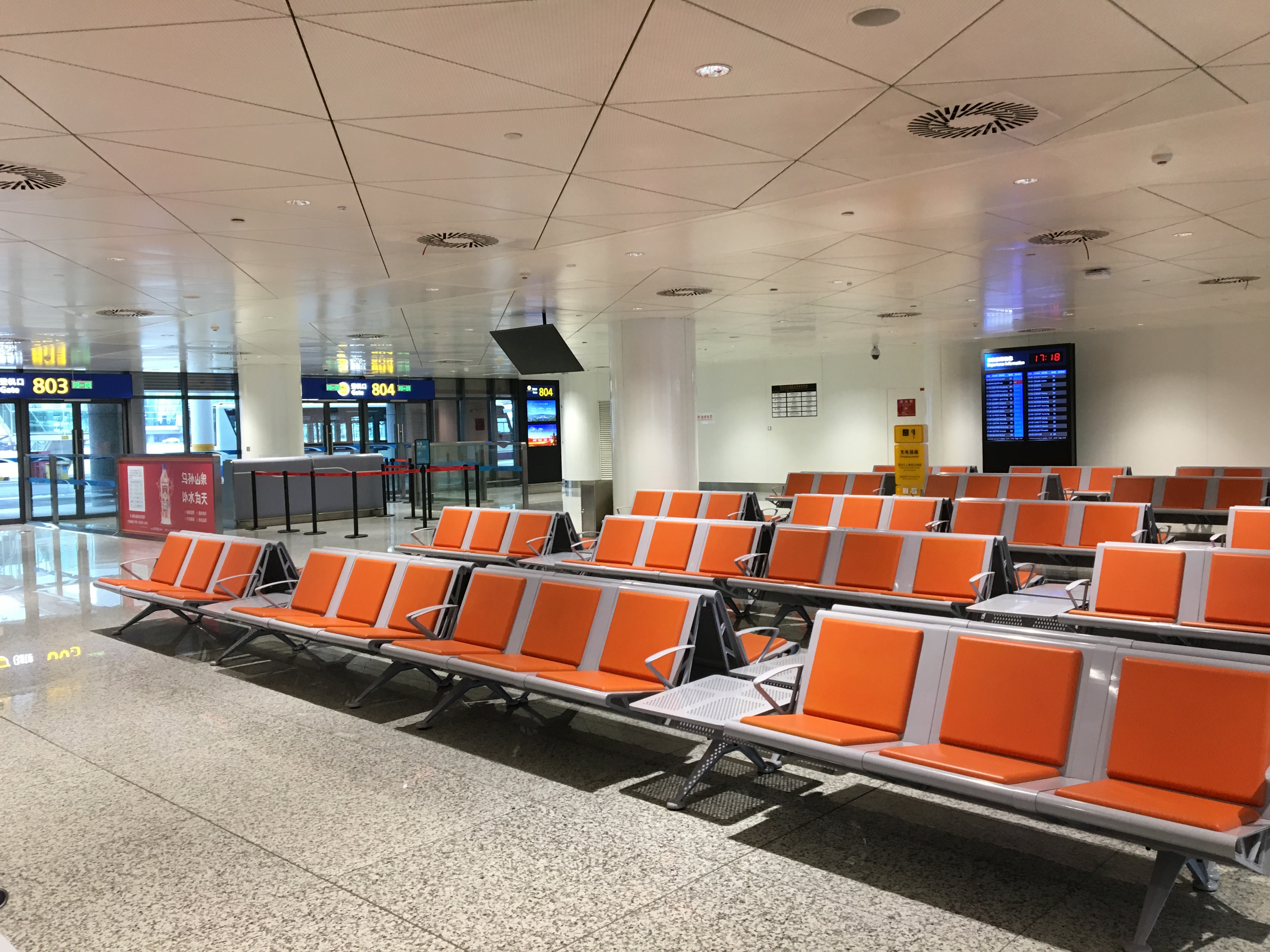
远机位候机区域

### 交通中心
天河机场交通中心（GTC）汇集了航空、地铁、城际铁路、公共汽車、长途客运、出租车、网约车、社会车辆8种交通方式。机场航站楼和地铁通过立体式设计的交通中心（GTC），缩短乘客换乘距离。在T3与交通中心之间，旅客平均行走距离为190米，时间约3分钟。在交通中心，乘客可以通过楼梯、自动扶梯和垂直电梯，通达位于地下的地铁站厅和站台层。在交通中心换乘上地铁，约需2分钟；从T3航站楼到坐上地铁，全程约需5分钟。
交通中心共四层，其中地上、地下分别两层。通过设置在地上二层的廊桥、地下一层的联络通道，与T3航站楼形成无缝对接。交通中心包含了交通换乘的传统功能，还根据现有规模拓展了包括休闲、购物等一系列综合服务功能。交通中心地面两层呈“T”字形布局，在地面一层分别设有出租车候车区、长途客运站以及购物区，而在地面二层设有3座连廊，将交通中心与T3航站楼连接起来。除了部分购物区外，还在西北角设有一处4000平方米的会议中心，东北角设有一座占地5000平方米的机场酒店。
除了功能区和设备区之外，交通中心利用地下、地上空间，设计建设了大量停车位。从地下一层到地面二层，整个交通中心最多可容纳3200余辆车停靠。

## 交通配套

### 公路
天河机场与武汉市区的主要联络通道是：
 武汉机场高速公路：1994年随天河机场建成通车，全程双向4车道，收费10元。2014年10月20日至2019年4月30日间因配套机场扩建工程施工而封闭，改建完成恢复通行后驾车可通过丰荷山互通立交桥实现一、二通道换乘。
 武汉机场第二高速：2014年10月20日建成通车，市区至  武汉绕城高速段为双向6车道、武漢繞城高速至机场为双向8车道，小型车收费为单程15元，是湖北省境内最贵高速路。机场二通道出城段（唐家墩至盘龙城）于2014年4月建成并在同年5月通车后，车辆由市区唐家墩路或姑嫂树立交驶上机场第二高速，在盘龙城附近和机场高速合并，从而无需经过拥堵的常青路地区。
此外， 福银高速机场北连接线和黄陂川龙大道亦可前往天河机场。

### 机场巴士
机场有2条往来市区的巴士线路：
- 1号线：来往武商梦时代，途中停靠园博园北、民航小区、汉口火车站、范湖（CBD）、青年路（太和里）、古琴台、首义广场（黄鹤楼）、武昌火车站，汉口片区票价10元至12元、汉阳古琴台片区票价15元、武昌片区票价18元至20元；
- 2号线：来往武汉火车站，途中停靠杨汊湖、金桥永旺、黄浦路（工农兵路）、徐东（销品茂）、岳家嘴，汉口片区票价10元至12元、武昌片区票价18元至20元。

### 轨道交通
武孝城际铁路和武汉轨道交通2号线在此设站，两条线路的车站均位于天河国际机场交通中心。乘坐武孝城际铁路可前往武汉、孝感和湖北省省内其他城市。武汉轨道交通2号线则连接天河机场与市区。

### 异地候机楼
从2010起，天河国际机场先后在襄阳、黄石、宜昌、荆州、孝感、随州、鄂州、广水、仙桃、天门、麻城、应城、红安、英山、咸宁等城市设立了多座异地候机楼。这些异地候机楼可以提供购买机票、查询航班信息、领取登机牌、乘坐机场快巴直达天河国际机场等服务。

## 航空公司及航点

### 国內航线
截至2023年冬航季，天河机场日均国内航班量714架次，可通达97个国内城市。其中华北地区15个航点，东北地区7个航点，华东地区21个航点，华中地区3个航点，华南地区13个航点，西南地区21个航点，西北地区17个航点。日均直飞航班量10班以上航点依次为成都、北京、广州、昆明、上海、海口、深圳、青岛。中国南方航空是天河机场市场占有率最大的航司，占比28％；其次是东航（东航武汉公司），占有率22％，国航占有率11％；三家航空公司均在天河机场设有基地。天河机场曾经是民营东星航空的基地，后其机队和人员被吸收入国航新成立的湖北分公司。
| 航空公司     | 目的地 | 航站楼 |
| ------------ | --- | ------ |
| 中国东方航空 | 北海、北京大兴、长春、长治、成都天府、重庆、大连、大理、大同、恩施、广州、海口、淮安、揭阳、昆明、连云港、柳州、宁波、攀枝花、青岛、秦皇岛、三亚、上海虹桥、上海浦东、沈阳、深圳、石家庄、太原、西安、西双版纳、厦门、襄阳、盐城、银川、运城、神农架、遵义新舟、日照、宜宾、泸州 、舟山、鄂尔多斯 | 3      |
| 中国南方航空 | 阿勒泰、北京大興、博樂、长春、成都天府、重庆、大连、恩施、广州、桂林、西双版纳、贵阳-西双版纳、哈尔滨、海口、杭州、济南、揭阳-潮汕、昆明、南宁、宁波、青岛、三亚、上海浦东、深圳、沈阳、十堰、太原、温州、乌鲁木齐、西安、厦门、珠海、福州、中卫、黄山、唐山、义乌、威海、遵义茅台、临沂          | 3      |
| 中国国际航空 | 北京首都、成都天府、成都双流、广州、海口、呼和浩特、兰州、三亚、深圳、烟台、青岛、厦门、湛江、瓊海 | 3      |
| 海南航空     | 北京首都、鄂尔多斯、贵阳、海口、杭州、兰州、三亚、三明、深圳、沈阳、温州、乌鲁木齐、西安 | 2      |
| 四川航空     | 成都天府、成都双流、重庆、哈尔滨、南宁、南通、泉州 | 2      |
| 深圳航空     | 长春、广州、呼和浩特、昆明、南宁、深圳、沈阳、无锡、西宁、黄山、泉州 | 3      |
| 廈門航空     | 福州、泉州、天津、乌鲁木齐、南宁、厦门、西宁、兰州、太原、绵阳、杭州、柳州、遵义茅台 | 2      |
| 上海航空     | 上海虹桥 | 3      |
| 幸福航空     | 襄阳、西安、黄山 、张家界 | 2      |
| 重庆航空     | 重庆、杭州 | 3      |
| 中国联合航空 | 温州 | 3      |
| 山东航空     | 重庆、贵阳、济南、南宁、青岛、厦门、烟台、银川 | 2      |
| 长龙航空     | 西宁、杭州、兴义、深圳 | 2      |
| 祥鹏航空     | 大连、昆明、青岛、沈阳、九寨沟、丽江、赣州 | 2      |
| 西部航空     | 重庆、温州、福州 | 2      |
| 天津航空     | 天津、西安、宁波、南宁、三亚、鄂尔多斯 | 2      |
| 首都航空     | 呼和浩特、恩施、海口、三亚、厦门、丽江 | 2      |
| 成都航空     | 成都双流、台州 | 2      |
| 昆明航空     | 昆明、扬州泰州、西双版纳 | 2      |
| 吉祥航空     | 上海浦东、丽江、惠州、西双版纳 | 2      |
| 华夏航空     | 重庆、衢州 | 2      |
| 西藏航空     | 拉萨 | 2      |
| 乌鲁木齐航空 | 乌鲁木齐 | 2      |

### 港澳台/国际航线
2019年时，天河机场国际客运航线达到55条，覆盖亚、欧、美、澳四大洲25个国家、49个城市，是中国中部唯一同时直航美国东西海岸的机场。截至2025年2月，天河机场实际运行的国际客运航线数量仅为2019年的27%。
| 航空公司     | 目的地 | 航站楼 |
| ------------ | --- | ------ |
| 中国南方航空 | 港澳台：香港（季節性）、台北/桃园、高雄 亞洲：东京/成田、胡志明市、迪拜 歐洲：伦敦/希思罗、莫斯科/謝列梅捷沃（2025年9月9日復辦，廣州始發） 美洲：旧金山 | 3      |
| 中国东方航空 | 港澳台：香港、台北/桃园、高雄 亞洲：东京/成田、大阪/关西、曼谷/素万那普、河內、吉隆坡、新加坡、雅加達 大洋洲：悉尼                                      | 3      |
| 中国国际航空 | 澳门 | 3      |
| 国泰航空     | 香港 | 3      |
| 大灣區航空   | 香港（季節性） | 3      |
| 華信航空     | 台北/松山 | 3      |
| 大韓航空     | 首尔/仁川 | 3      |
| 德威航空     | 首尔/仁川 | 3      |
| 泰国亚洲航空 | 曼谷/廊曼 | 3      |
| 亚洲航空     | 亚庇 | 3      |
| 酷航         | 新加坡 | 3      |
| 越捷航空     | 芽庄 | 3      |
| 越南航空     | 芽庄 | 3      |

### 货运航线
| 航空公司     | 目的地     |
| ------------ | ---------- |
| 顺丰航空     | 杭州、深圳 |
| 中国邮政航空 | 南京       |

## 统计
请参阅源Wikidata查询.

## 240小时过境免签
2024年12月17日起，武汉天河国际机场口岸正式实施240小时过境免签政策。全球共54个国家的公民，持本人有效国际旅行证件，以及240小时内已确定日期及座位、由武汉天河国际机场出境前往第三国(地区)的联程机票，可以于机场口岸申请240小时过境免签。获准过境免签的外国人士，自入境的次日零时起，可在湖北省行政区域停留最多240小时。
适用240小时过境免签的国家如下：
- 欧洲申根签证协议国家（25个）： 奥地利、 比利时、 捷克、 丹麦、 爱沙尼亚、 芬兰、 法國、 德国、 希腊、 匈牙利、 冰島、 義大利、 拉脫維亞、 立陶宛、 盧森堡、 馬爾他、 荷蘭、 波蘭、 葡萄牙、 斯洛伐克、 斯洛維尼亞、 西班牙、 瑞典、 瑞士、 挪威。
- 欧洲其他国家（15个）： 俄羅斯、 英国、 愛爾蘭、 摩納哥、 賽普勒斯、 保加利亚、 羅馬尼亞、 乌克兰、  白俄羅斯、 塞爾維亞、 、 、 蒙特內哥羅、 阿尔巴尼亚、 北馬其頓。
- 美洲国家（6个）： 美国、 加拿大、 巴西、 墨西哥、 阿根廷、 智利。
- 大洋洲国家（2个）： 、 新西兰。
- 亚洲国家（6个）： 、 日本、 新加坡、 、 阿联酋、 。

## 未来规划
根据国务院印发《“十三五”现代综合交通运输体系发展规划》，将打造12个国际性综合交通枢纽，其中包括武汉。天河国际机场扩建的主要建设内容包括4号航站楼、卫星厅、第三跑道、第四跑道。根据规划，将在2035年前形成“5条跑道+双航站区”的格局。沪渝蓉沿江高铁将新建武汉天河站，其位于临空经济副城、机场以南，近期站房规模6万平方米，是武汉铁路枢纽“五主两辅”格局中唯一空铁联运的客运站，旅客可在候车厅直接值机。从武汉天河站乘坐高铁，1.5小时可以到达合肥、3小时可以到达上海。

## 事故
- 2012年12月23日，一架运-5运输机在天河机场降落时冲出跑道、进入草坪区，未造成人员受伤，但导致机场封闭1小时，13个进港航班备降周边城市机场[98]。